# Personnages de Warcraft
Pour un article plus général, voir Warcraft.

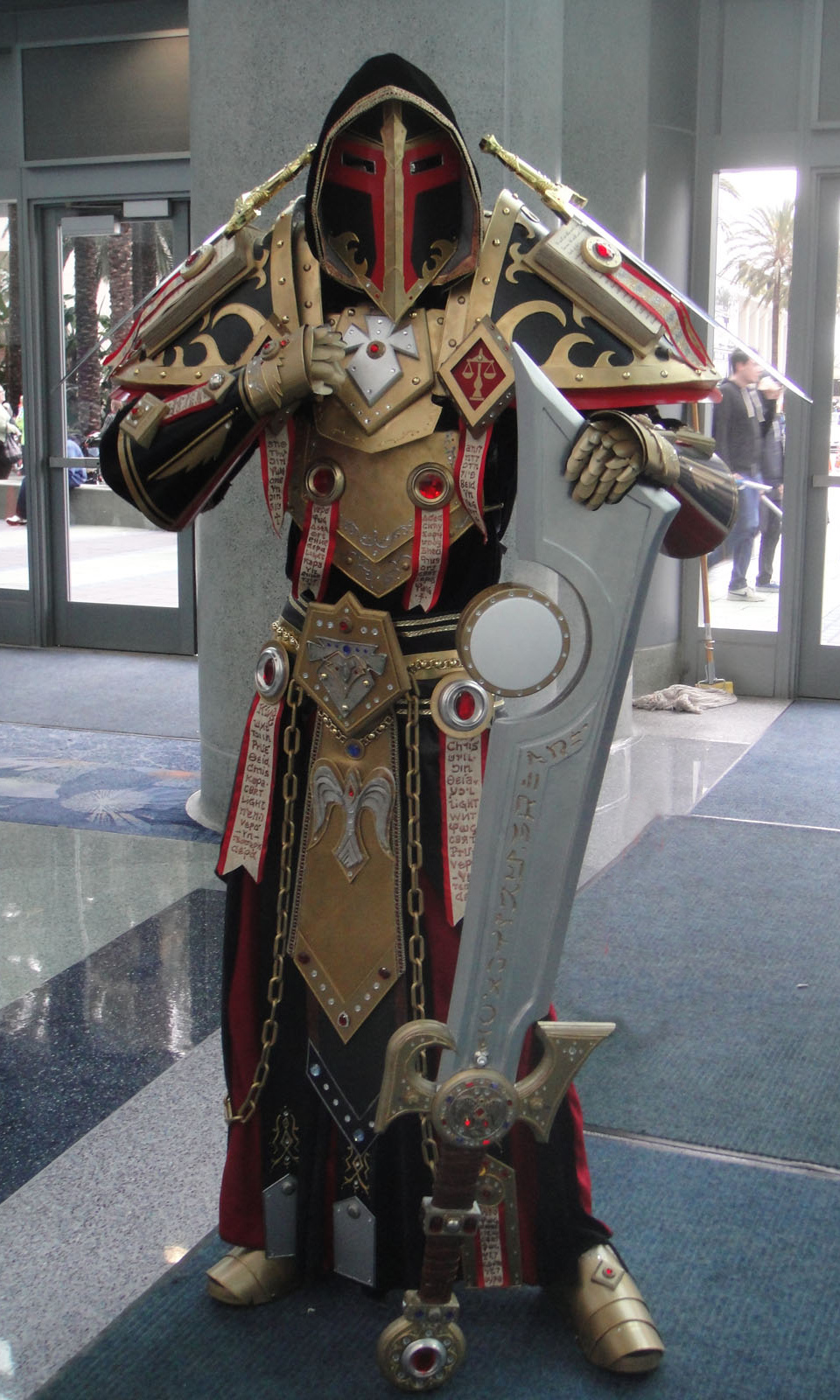
Personnage de World of Warcraft

La saga Warcraft présente des personnages évoluant dans un monde médiéval-fantastique. Chaque personnage est généralement affilié à une faction, principalement l'Alliance et la Horde.

## Dragons

### Alexstrasza
Alexstrasza, la Lieuse de Vie est l'un des cinq aspects dragons aux côtés de Neltharion l'aspect de la terre, Malygos le Tisse sort, Ysera la puissante reine du Vol Emeraude, et Nozdormu le Gardien du Temps. Reine du Vol draconique rouge, elle prit part à la grande Guerre du Nexus l'opposant à son ancien ami Malygos le Tisse Sort et son vol draconique bleu. Après l'avoir mis à mort en versant plusieurs larmes, elle fut de nouveau appelée au champ de bataille pour mener le combat contre Neltharion, ayant pris le nom d'Aile-de-Mort. Elle fut l'un des seuls aspects à garder son libre arbitre et à protéger les habitants d'Azeroth avec Nozdormu et Ysera. Epaulée par son consort Korialstrasz, elle continue de mener son peuple à travers Azeroth bravant chaque embûche se plaçant sur leur chemin.
Dans World of Warcraft: Wrath of the Lich King, la Reine Des Dragons Rouges se trouve dans le Temple Du Ver de la Désolation des Dragons du Norfendre. Elle apparait aussi devant le portail du courroux lorsque le joueur a fini une suite de quêtes. Elle aide les joueurs à tuer Malygos dans l'Œil de l'Éternité et apparait aussi après la mort de Yogg Saron à Ulduar.[réf. nécessaire]
Dans Warcraft II: Tides of Darkness, elle est prisonnière des orcs qui s'en servent pour produire des dragons pour la horde.
Ysera est sa sœur et dans l'extension Dragonflight on apprend l'existence d'autres dragon de la même couvée comme Razageth.

### Tyranastrasz
Tyranastrasz est l'ancien consort d'Alextrasza, il fut tué par Aile de Mort à Grim Batol, en voulant protéger les œufs d'Alextrasza.

### Nefarian
Nefarian est le fils d’Aile-de-Mort et le frère d’Onyxia.
Dans World of Warcraft, on peut le défier dans l’instance de raid appelée Repaire de l’Aile Noire.
Ce raid est prévu à l’origine pour 40 joueurs de niveau 60.
Dans World of Warcraft: Cataclysm, Aile-de-Mort, père de Nefarian le ramena a la vie. Le Repaire de l'Aile Noire a été remis au goût du jour avec une suite, une instance de raid nommée Descente de l'Aile Noire pour niveau 85 où on peut à nouveau le défier.

### Onyxia
Onyxia est une dragonne noire, sœur de Nefarian et fille d’Aile-de-Mort, l’un des cinq Aspects auxquels fut confiée par les Titans la charge de protéger Azeroth.
Dans World of Warcraft, les joueurs peuvent aller la défier dans une instance de raid destinée à l’origine à 40 joueurs de niveau 60 et désormais destinée à 10 ou 25 (selon le mode) joueurs de niveau 80. Cette instance s’appelle le Repaire d’Onyxia et se trouve dans le marécage d’Âprefange en Kalimdor.

### Korialstrasz
Korialstrasz est le plus jeune consort de la reine des dragons rouges, Alexstrasza, comme tous les dragons il est immortel. Il quitte fréquemment sa nuée pour se joindre aux races mortelles d'Azeroth sous la forme d'un puissant mage nommé Krasus, afin de les étudier et de leur apporter de l'aide lorsque cela lui est possible. Il apparaît pour la première fois dans le livre Warcraft : le Jour du dragon pour ensuite être de retour dans la trilogie Warcraft : War of the Ancients Trilogy où il fait un formidable bond de 10 000 ans dans le passé pour se retrouver à l'époque de la première guerre contre la Légion Ardente qu'il combattit au côté des races de cette époque, des demi-dieux et de quelques amis du futur.

### Malygos
Malygos est un dragon de couleur bleu argenté qui est la personnification de la magie.
Il s’agit de l’un des cinq aspects créés par les Anciens pour protéger Azeroth. Lorsque les Titans eurent fini de reconstruire Azeroth en un petit coin de paradis, c’est le Titan Norgannon, le Gardien du Savoir et de la Magie, qui fit de Malygos le Tisseur de sorts. Il devint fou et se retira dans le royaume des glaces de Norfendre lorsque Neltharion trahit ses congénères et détruisit toute sa couvée.
Il devient le boss final du premier patch (3.0) de World of Warcraft: Wrath of the Lich King.

### Neltharion
Neltharion est un des cinq aspects, puissants dragons ayant obtenu de grands pouvoirs de la part des Titans afin de protéger Azeroth. Neltharion est l’Aspect de la terre et le chef de la volée des Dragons noirs. Il était autrefois l’un des plus importants des dragons, écouté et respecté par ses frères et sœurs. Mais petit à petit, il sombra dans la folie. Lors de la guerre des Anciens, il réussit à convaincre les quatre autres aspects - Dragons de mettre une partie de leur propre puissance dans un artefact nommé l’Âme du Dragon (appelé l’Âme du démon par Krasus/Korialstrasz peu de temps après), pour « pouvoir lutter efficacement contre les démons » disait-il. Mais une fois l’artefact créé, il se retourna contre ses frères et sema la panique, détruisant la volée de Malygos (l’Aspect-dragon bleu, aspect de la magie).
Krasus renommera Neltharion : Aile-de-mort en anglais : Deathwing.
Deathwing a la particularité de s’être fait souder une armure d’élémentium (métal quasiment indestructible) sur la peau par des gobelins, afin d’être plus puissant avant de retourner en Azeroth mais aussi parce que sa folie destructrice et sa fureur le dévoraient de l’intérieur, écartant ses écailles et faisant suinter de la lave entre celles-ci. Le dragon enchanta ensuite l’armure noire de façon qu’elle résiste même aux sorts les plus puissants (dans la bataille de Grim Batol, Aile-de-Mort ne subit aucun dommage face aux attaques d’Alexstrasza).
Les autres aspects dragons parvinrent finalement à lui reprendre l’âme et jetèrent un sort pour l’empêcher de l’utiliser.
Pendant la Seconde Guerre, il manipula les Orcs et leur demanda de rechercher l’âme du démon pour pouvoir capturer Alexstrasza, la reine des Dragons. Ensuite, il tenta d’infiltrer les Humains sous le nom de Lord Prestor, mais ce fut un échec lorsque son Artefact fut détruit. Sa fille, Onyxia, réussit à infiltrer pendant un temps le Royaume d’Hurlevent mais quand Varian Wrynn revint, elle se dévoila et kidnappa son fils. Elle fut tuée par Varian peu après.
Neltharion s’enfuit en Outreterre, après avoir échoué son infiltration, pour échapper à ses frères et s’allia à la Horde. Il fut vaincu par un groupe de l’Alliance, mais on ignore s’il fut tué. Dernièrement, une Dragonne, déguisée en Elfe de sang, aurait été aperçu dans un village orc de la Vallée d’Ombrelune sur l’Escarpement du Néant, disant au Seigneur Orc que le Maître serait en vie et qu’il a besoin des œufs de la zone.
Son fils, Néfarian (ou Néfarius en humain), s’est caché dans le mont Rochenoire, dans le repaire de l’Aile Noire, pour travailler à son projet qui semblerait être celui de son père : créer un sixième aspect de dragon, les dragonsg chromatiques, qui résisteraient aux sorts de chaque aspect. Il fut stoppé par un groupe d’aventuriers avant de tomber dans la lave depuis son balcon dans le Repaire.
Aile-de-Mort fait son grand retour dans l'extension de World of Warcraft nommée Cataclysm en tant qu’ennemi principal et devient le boss final de l'extension dans le raid de l'Âme des Dragons, où les joueurs sont parachutés sur son dos et finiront par le faire tomber dans le Maelström où ils doivent le vaincre une fois pour toutes avant que le dragon invoque l'ultime Cataclysme détruisant tout Azeroth.

## Elfes de la Nuit

### Cenarius
Cenarius serait selon les légendes Kaldorei un demi-dieu, entité sacrée des forêts de Kalimdor. Il est le fils de Malorne, divinité de la forêt semblable à un cerf blanc. Certaines légendes le disent fils d'Ysera, l'Aspect des Rêves, car elle l'éleva et lui enseigna le voyage dans le Rêve Emeraude, alors que d'autres lui donnent pour mère Elune, déesse elfique de la Lune. Vivant reclus dans la forêt d'Orneval au pied du Mont Hyjal, il n'hésite toutefois pas à se montrer si la tranquillité de la forêt venait à être troublée par des intrus, et à la défendre des attaques de ses ennemis.
Cénarius descendit lui-même auprès des peuples mortels afin de transmettre l'art du druidisme. Il vint voir le peuple des Tauren à qui il apprit son art mais, pour une raison inconnue, les tauren oublièrent le druidisme.
Cénarius enseigna ensuite le druidisme aux Elfes de la Nuit, ceux-ci partagèrent alors leur connaissance avec les tauren qui réapprirent les arts du druidisme.
Ayant entretenu de bons rapports avec les Elfes de la Nuit, notamment avec Malfurion Hurlorage qui devint son disciple, et à qui il enseigna les arts druidiques, il se joignit aux forces Kaldorei lorsque la Légion Ardente vint pour la première fois menacer le monde d'Azeroth. Grâce à son soutien, les Bien-Nés d'Azshara ne purent terminer l'invocation qui aurait permis à Sargeras d'envahir Azeroth…
La Légion Ardente repoussée et vaincue, il s'en retourna vivre paisiblement à Orneval parmi la nature que ses enfants Dryades et Gardiens du Bosquet furent chargés de protéger. Mais le repos d'Orneval fut troublé par l'arrivée des Orcs sur Kalimdor, en particulier le clan Chanteguerre de Grom Hurlenfer qui pénétrèrent dans la forêt et, ayant besoin de bois pour la construction d'un camp, l'ont abîmée. Si Cenarius put guérir la forêt de ses blessures, il ne put contenir sa colère et attaqua directement les Orcs. Repoussé, Grom Hurlenfer fit boire le sang de Mannoroth aux Orcs, et désormais alimentés par l'énergie chaotique des démons, attaquèrent Cenarius. Malgré ses pouvoirs extraordinaires, Cenarius ne put résister aux forces démoniaques, et tomba sous les haches ensanglantées des Orcs.
Cenarius possédait un cor et s'en servait pour alerter ses congénères lorsque la forêt était menacée. Le Cor fut récupéré par Tyrande Murmevent à la suite du retour de la Légion Ardente sur Kalimdor, avec lequel elle réveilla son bien-aimé Malfurion Hurlorage alors que Tichondrius approchait du refuge des saisons. Ce dernier réveilla à son tour les druides-corbeaux et les druides-ours avec le Cor, afin qu'ils viennent rejoindre les elfes de la nuit à l'ultime bataille du Mont Hyjal. Enfin, Furion fit résonner le Cor une ultime fois, alors qu'Archimonde s'approchait dangereusement de Nordrassil, afin d'alerter les esprits de la forêt qui le firent tomber…

### Fandral Forteramure
Fandral Forteramure est le chef de l'Ordre Druidique du Cercle Cénarien. Prenant la relève de Malfurion Hurlorage comme archidruide, il est le druide ayant eu l'idée de planter un nouvel Arbre Monde pour rendre aux Elfes leurs vies immortelles. Il fut longtemps en conflit ouvert avec Tyrande Murmevent sur la direction des Elfes de la nuit. Après le retour de Malfurion sur Teldrassil, Fandral se révéla être profondément corrompu, sa puissance démesurée était liée à un pacte qu'il aurait fait avec le Chef du Marteau du Crépuscule Cho'Gall. Malfurion le garda alors comme prisonnier de la même façon que son défunt frère Illidan.
Sa prison à Hyjal attaquée par les forces du Marteau du Crépuscule afin de libérer Fandral, Malfurion ordonne que Fandral soit escorté hors de sa prison. Il fut transmis à une dragonne verte qui était censée le mettre en sûreté. Celle-ci étant corrompue par des idées renégates, elle décida de livrer Fandral à Ragnaros. La dragonne fut tuée puis transformée par Ragnaros en Alysrazor. Fandral devint alors Chambellan Forterarmure. Remplaçant le défunt Executus, ancien chambellan de Ragnaros dans le Cœur du Magma.

### Jarod Chantelombre
Chantelombre est le capitaine de Suramar et le frère de Maiev Chantelombre. Il apparaît dans la trilogie : War of the Ancients Trilogy.
Son personnage prend toute son importance lorsqu'il capture Krasus aux portes de Suramar. Tyrande Murmevent le convainc d'escorter son prisonnier hors de la cité. C'est là que l'elfe fait la rencontre de Korialstrasz, qui l'impressionne par le genre de créature auquel il appartient. Il prendra ensuite la tête de la garde des magiciens des armées elfes lors de la Guerre des Anciens. Plusieurs fois, il dut intervenir pour sauver ses protégés, après les avoir laissés partir. Après la mort de Desdel Stareye, commandant des armées elfes, il commença peu à peu à diriger les forces elfiques et de leurs alliés donc, a fortiori, en devint le commandant. Cela lui valut une nouvelle considération de la part de sa sœur aîné qui ne jugeait pas à sa juste valeur son frère. Après la Guerre des Anciens, il surprit Illidan Hurlorage mêlant les eaux du Puits d'Éternité avec celles du lac du Mont Hyjal. Il fut alors quelque peu agressé par son congénère elfe.
Fait prisonnier par le Marteau du Crépuscule et sur le point d'être sacrifié au nom d'Aile-de-Mort, il est sauvé grâce à un habile discours. Par la suite, il reprit ses fonctions de Commandant et dirigea les troupes du Cercle Cénarien et des Demis-Dieux jusqu'aux portes des Terres de Feu, le royaume de Ragnaros.

### Maiev Chantelombre
Maiev Chantelombre (en anglais : Maiev Shadowsong) est une Gardienne. À la tête des surveillants de la prison dans laquelle fut retenu durant dix millénaire le frère de Malfurion Hurlorage, Illidan, Maiev Chantelombre n'a eu de cesse après l'évasion de ce dernier de le pourchasser de Kalimdor jusqu'à Draenor, l'ancienne terre dévasté des orcs.
Obnubilée par son besoin de capturer de nouveau Illidan, Maiev fit échouer la tentative de ce dernier pour détruire le trône de glace du roi Liche en faisant fondre la banquise de Norfendre à l'aide de la puissante relique appelé « œil de Sargeras ».
Son aversion envers la grande prêtresse d'Elune Tyrande Murmurevent est profonde car elle la considère comme unique responsable de l'évasion d'Illidan et du massacre de ses gardiennes. Cette haine fut à l'origine de son bannissement par Malfurion.
Maiev traqua Illidan jusqu'en Outreterre, où elle réussit temporairement à le recapturer, avant qu'il ne soit libéré par ses Elfes de Sang et Nagas.
Dans World of Warcraft, elle est gardée prisonnière en Outreterre par Akama, un servant d'Illidan, mais les joueurs peuvent la libérer après avoir accompli une suite de quête. Maiev intervient pendant le combat contre Illidan.
Au moment de la défaite d'Illidan, ce dernier lui dit qu'elle n'est plus rien sans lui. Elle approuve puis s'en va sans que les joueurs sachent où elle va.
On la retrouve lors du sommet visant à intégrer les worgens de Gilnéas à l'Alliance. Elle enquête alors sur les meurtres de survivants Bien-Nés. On découvre ensuite qu'elle et ses guetteuses complotent pour faire interrompre le sommet, et faire accuser les worgens des crimes et nous sommes aussi informés qu'elle n'a jamais voulu que les elfes de la nuit rejoignent l'Alliance prétendant que son peuple pourrait se débrouiller seul.

### Malfurion Hurlorage
Malfurion Hurlorage (Stormrage en anglais) est le frère jumeau d'Illidan Hurlorage. Il a suivi l'enseignement du demi-dieu Cenarius. Malfurion est un druide aguerri, il contrôle la nature et tire sa force de l'âme du monde d'Azeroth elle-même, d'où sa grande puissance. Il est le bien aimé de Tyrande Murmevent, et le seul elfe de la nuit à posséder des bois de cerf (ce qui est probablement un héritage de son lien avec Azeroth).
Malfurion est considéré comme l'un des personnages mythiques les plus prestigieux de Kalimdor mais il n'en a pas toujours été ainsi…
Malfurion Hurlorage était, dans sa jeunesse, considéré comme un elfe de la nuit d'apparence banale, contrairement à son frère jumeau Illidan, qui grâce à ses yeux couleur ambre, était prédit à un avenir héroïque. Très vite, Malfurion va ressentir un goût et un respect profond pour la nature, qu'il va sans cesse essayer de mieux connaître.
C'est ainsi qu'il fit la rencontre, non par hasard, de Cenarius, le Demi-Dieu des forêts. Ce dernier l'initie aux arts druidiques qui permettent de communiquer avec la nature elle-même et d'en tirer une grande force.
Malfurion va très vite progresser et développer des aptitudes hors du commun, poussant son mentor à lui apprendre comment entrer dans le rêve émeraude (royaume éthéré qui recouvre la surface du monde et permet aux esprits de communiquer). Malfurion s'éveille aux sens de la nature et devient ainsi le premier druide de l'histoire d'Azeroth.
Ses nouveaux pouvoirs lui permettent de déceler le danger provenant d'Azshara et d'anticiper sur les manigances de la reine et de ses bien nés, il devient l'un des acteurs principaux de la première guerre contre la Légion Ardente. Grâce à l'aide de son âme-sœur Tyrande Murmevent et son ordre des prêtresses de la lune combiné aux divinités de la nature il réussit, non sans mal, à repousser la Légion.
À la suite de la guerre, il devient naturellement le chef spirituel de sa race, notamment en raison des pouvoirs dont il a fait montre, et de la sagesse dont il a su faire preuve.
Cependant, son frère Illidan le trahit, rendu fou par sa soif de pouvoir et sa jalousie maladive de la relation entre Malfurion et Tyrande. Les elfes de la nuit durent le condamner à une peine de prison éternelle, sous la garde de Maiev Chantelombre.
Malfurion en fut profondément attristé et se replongea dans les secrets de la nature… Après avoir mené son peuple au mont Hyjal et vu la naissance de l'arbre-monde (Nordrassil) il s'engagea auprès d'Ysera à rentrer en méditation, lui et ses nouveaux comparses de l'ordre des druides, pendant plusieurs siècles.
Il fut réveillé par Tyrande au cours de la seconde invasion de la Légion Ardente menée par Archimonde, ancien bras droit de Sargeras.
Regroupant en hâte toutes les forces disponibles, Malfurion s'allia, sous les conseils du dernier gardien Medivh, aux orcs et aux humains. Ils livrèrent bataille sur le mont Hyjal et grâce au cor de Cenarius (mort quelque temps plus tôt par la main de Grom Hurlenfer), il détruisit Archimonde et réduisit la Légion à néant. Après avoir relâché Illidan en raison de l'invasion du Fléau, Malfurion, qui avait effectué un bref séjour à Lordaeron, revint en Kalimdor en compagnie de sa compagne Tyrande.
Cependant, à la suite de la nouvelle guerre entre l'Alliance (Gnomes, Nains, Humains, Draeneï et Elfes de la nuit, Worgens) et la Horde (Orcs, Trolls, Elfes de Sang, Taurens, Morts vivants, Gobelins) et à l'affaiblissement de l'Arbre-Monde Nordrassil, les Elfes se sont reclus sur l'île de Kalidar située au Nord-Ouest de Kalimdor.
Les Druides, malgré l'avis de Malfurion, décidèrent d'y replanter un arbre-monde : Teldrassil, symbole de la nouvelle capitale : Darnassus.
Bien que la capitale soit dirigée par Tyrande Murmevent en raison de son statut de grande prêtresse, l'ordre des druides y est représenté par Fandral Forteramure (Archidruide de renom).
Malfurion, en colère à la suite de la plantation de l'arbre monde, qui n'a de toute façon pas rendu l'immortalité escomptée aux Elfes, décida de vivre en autarcie afin de se replonger dans le rêve émeraude.
Il resta prisonnier du Cauchemar d'Émeraude jusqu'à la chute du Roi-Liche.

### Ilidan Hurlorage
Illidan Hurlorage (Illidan Stormrage en anglais) est un personnage de fiction de la série de jeux vidéo et de romans Warcraft créé par Blizzard Entertainment. Illidan fait son apparition dans Warcraft III dans lequel il incarne un chasseur de démon elfe de la nuit enfermé depuis la guerre des Anciens pour avoir prêté allégeance au démon Sargeras. Après avoir été libéré par Tyrande, qui requiert son aide pour lutter contre la Légion Ardente, il reste soumis aux démons pour lesquels il combat le Roi Liche après s'être allié aux Nagas et aux Elfes de Sang. Après sa défaite, il s'exile vers l'Outreterre. Il réapparaît ensuite dans l'extension The Burning Crusade de World of Warcraft, ainsi que dans l'extension nommée Legion, où il jouera un rôle crucial afin de permettre aux héros incarnés par les joueurs de triompher de la terrible Legion ardente. À la fin du raid « Antorus, le Trône Ardent », il est confronté à Sargeras, qu'il enferme dans le Panthéon des Titans avec l'aide des Titans. Il y restera enfermé pour combattre son ennemi de toujours : Sargeras.

### Elune
Elune est la déesse de la Lune adorée par les Kaldorei (Elfes de la nuit). Ceux-ci croyaient qu'elle dormait tout le jour au fond du puits de lune. Tyrande Murmevent fut la prêtresse la plus connue d'Elune et aida Malfurion Hurlorage et Illidan Hurlorage à trouver Cenarius afin d'aider leur peuple à vaincre Sargeras.

## Haut-Elfes

### Alleria Coursevent
Alleria Coursevent est une ranger Haut-Elfe. Elle fait son apparition dans la campagne de Warcraft II: Beyond the Dark Portal où elle dirige une escouade de ranger d'élite poursuivant les survivants d'un clan d'Orcs renégats. Elle accompagne ensuite Khadgar lors de la contre-offensive de l'Alliance sur le monde de Draenor où elle disparait en même temps que ses compagnons. Elle refera son apparition à l'extension Légion, où nous la retrouverons sur Argus, ainsi que son aimé: Turalyon. Elle apprit la magie du vide grâce à un mystérieux "Arpenteur des ombres", Un étherien, grâce à celui ci, elle réussit à puiser la magie d'un Naa'ru Corrompu par le vide et deviendra la toute première Elfe du Vide, elle deviendra par la suite leur dirigeante.

### Vereesa Coursevent
Vereesa Coursevent est une Haut-elfe de classe éclaireuse, du royaume de Quel'Thalas. Elle a des longs cheveux d'argent, des yeux perçants en amande d'un bleu aussi pur que le ciel, des longues oreilles pointues qui traversent son épaisse chevelure. Elle est plus grande que la plupart des humains. Elle porte des bottes de cuir lui montant aux genoux, un pantalon vert, une tunique et un long manteau brun de voyage, de longs gants et une cuirasse. C'est une bonne éclaireuse et une féroce guerrière. Vereesa est aussi la sœur de Sylvanas Coursevent, et d'Alleria Coursevent et la compagne du mage humain nommé Rhonin.

### Kael'thas
Le prince Kael'thas Haut-Soleil (Kael'thas Sunstrider en anglais) était un ancien Haut-Elfe. Lorsque sa terre natale fut détruite par le Fléau et Arthas, lui et ses guerriers prirent le nom d'Elfes de sang, en hommage à leurs frères disparus. Ils entrèrent dans l'Alliance, sous les ordres du Maréchal Garithos. Kael se fit aider par Tyrande Whisperwind et Maiev Shadowsong pour traverser la rivière Arrevass. En retour, ils les aida à empêcher Illidan Stormrage de détruire Northrend. Plus tard, il rejoignit Garithos dans les ruines de Dalaran. Celui-ci lui confia la mission de réparer des observatoires, chose que Kael fit parfaitement, mais en se faisant offrir au passage des bateaux par les Nagas. Garithos lui rappela qu'il ne voulait pas de traître dans l'Alliance. Plus tard, un émissaire vint voir Kael de la part de Garithos pour lui demander d'écraser les Morts-Vivants qui voulaient reprendre Dalaran, mais sans l'aide des fantassins, de la cavalerie et des équipes de soutien. Kael dû faire appel à des archers et guerriers Elfes de Sang. Les Morts-vivants prirent ses bases frontalières, mais les Nagas, conduits par Dame Vashj, aidèrent Kael à en reprendre le contrôle.
Malheureusement, Garithos arriva plus tôt que prévu et fit arrêter Kael et ses hommes avant de les enfermer dans les donjons de Dalaran pour trahison. Dame Vashj arriva, le libéra et Kael renia l'Alliance pour être du côté des Nagas, aidé aussi d'Illidan le Traître à qui il fera allégeance. Ils s'enfuirent en Outreterre en passant par le portail que Kel'Thuzad avait ouvert pour ramener Archimonde. Là-bas, ils délivrèrent Illidan des griffes de Maïev Shadowsong, fermèrent les portails démoniaques et écrasèrent Magtheridon, le seigneur des Terres Dévastées, avec l'aide d'Akama, un Draeneï, et de ses guerriers. Mais Kil'jaeden retrouva Illidan et le persuada de continuer sa mission, détruire Arthas et le Roi Liche à Icecrown.
Illidan, Kael et Dame Vashj se rendirent alors à Northrend pour en finir pour de bon avec le Roi Liche. Kael rencontra au passage Arthas, qui venait sauver le Roi Liche, et l'avertit qu'il ferait tout pour l'en empêcher.
Bîentot, Arthas et son allié Anub'Arak arrivèrent près du Roi Liche. Arthas réussit à ouvrir les quatre obélisques et un pont se forma pour rejoindre Ner'zhul, malgré les efforts de leurs ennemis (dernière mission de Warcraft 3 : The Frozen Throne : Une symphonie de feu et de glace).
Arthas affronta alors Illidan. À la suite d'un combat sans merci, le Chevalier de la Mort triompha de l'ex-Chasseur de démon, qui parvint cependant à s'échapper.
De retour en Outreterre, Kael'thas commença à remarquer que son maître, Illidan, commençait à perdre la raison et, afin de trouver une autre source de magie, se tourna vers la Légion Ardente et Kil'Jaeden. Une fois ceci découvert, il fut tué par des aventuriers dans sa forteresse du Donjon de la Tempête. Cependant Kil'jaeden le ramena à la vie grâce à de puissantes énergies corrompues et l'envoya sur Azeroth pour préparer son invocation.
On peut retrouver Kael'thas dans World of Warcraft dans le Donjon de la Tempête, en Outreterre ou dans la nouvelle instance Terrasse des Magistères, disponible dans la mise à jour 2.4.0.

#### Anecdote
Kael et Arthas se connaissaient depuis longtemps. Durant la bataille de Northrend entre le Fléau et les Elfes de Sang, Arthas lança à Kael'thas cette réplique : « Vous êtes toujours fâché que je vous ai volé Jaina, Kael ? ». En effet, le prince des Elfes de Sangs ainsi que le prince du royaume humain de Loarderon étaient tous les deux sous le charme de la mage humaine Jaina Portvaillant. Bien avant cet échange, Kael et Arthas se sont rencontrés à Dalaran. Kael y était présent en tant que Mage (Membre des 6) et Arthas en tant que Prince de Lordaeron venu étudier l'histoire d'Azeroth. La rivalité entre Arthas et Kael'thas fût à son apogée après que le Sin'dorei (Elfe de Sang en thalassien), eût surprit Arthas et Jaina s'embrassant dans un couloir à Dalaran.

## Humains

### Anduin Lothar
Anduin Lothar est un chevalier humain au service du roi Llane. Il fait son apparition dans Warcraft: Orcs and Humans où il mène les armées du royaume d'Azeroth contre l'invasion des Orcs. Aidé par le mage Kadghar, il parvient notamment à prendre la forteresse de Karazhan et à éliminer le responsable de l'arrivée des Orcs dans le royaume, le sorcier Medivh. Lothar et son armée ne parviennent cependant pas à stopper l'invasion des Orcs qui ravagent alors Azeroth et assassinent le roi Llane. Dans Warcraft II: Tides of Darkness, Lothar guide les survivants dans leur fuite par la mer en direction du royaume de Lordaeron. Il parvient ensuite à rallier les différentes nations et races peuplant la région, comme les Hauts-Elfes et les Nains, dans le but de former une coalition capable de repousser la horde. Du fait de son expérience, il se voit confier le commandement des forces de l'Alliance et il parvient à stopper l'invasion puis à repousser les Orcs jusqu'au portail d'Azeroth. Celui-ci est alors le lieu d'une ultime bataille lors de laquelle il est tué par Orgrim Doomhammer, l'Alliance parvenant tout de même à détruire le portail,. Anduin Lothar est également présent dans le film Warcraft : Le Commencement de Duncan Jones, où il est interprété par l'acteur australien Travis Fimmel.

### Aegwynn Magna
Aegwynn Magna est une humaine de classe mage. Elle est la mère de Medivh. Âgée de plus de huit siècles, sans conteste l'une des plus grandes magiciennes de tous les temps, elle fut gardienne de Tirisfal, combattit et vainquit un avatar de Sargeras le Titan Noir, maître de la légion Ardente. Aegwynn parvient à geler le corps de cet avatar, l'emprisonnant dans une tombe. Ce dernier la possède dans un dernier souffle et s'introduit dans le corps de son fils, Medivh, pendant sa gestation.
Gul'dan le démoniste retrouva cette tombe (Aegwynn n'avait prévu une fermeture magique que pour les races vivant à son époque sur Azeroth, donc la tombe était accessible aux orcs) et prit un artefact, l'œil de Sargeras, ce qui aboutit à sa mort, tué par des démons. Ensuite Illidan Hurlorage utilisa l'œil pour faire un rituel destiné à détruire le trône de glace, tentative avortée, vu que les forces de Maiev Chantelombre l'arrêtèrent. L'œil est toujours introuvable aujourd'hui[source insuffisante].
Elle vit toujours aujourd'hui, dans le marécage d'Âprefange sur le continent de Kalimdor, en tant que conseillère de Jaina Portvaillant, reine-mage des humains de Kalimdor. Dans World of Warcraft, Jaina n'est pas reine mais seulement intendante de Theramore, l'île faisant partie du royaume de Kul Tiras se situant effectivement dans le marécage d'Âprefange.

### Antonidas
Antonidas est un archimage humain qui vécut à Dalaran, et mourut de la main du traître Arthas.
Antonidas mène de brillantes études à Dalaran et devient rapidement un mage adulé et respecté. Il finit par être nommé à la tête du Kirin Tor, et mène une existence paisible dans sa cité en formant de jeunes mages. Les années passant, il entretient de bons rapports avec le Roi Terenas et Uther, ainsi qu'avec les hauts-elfes de Quel'thalas, et forme nombre de ses sorciers parmi eux. Sa dernière apprentie sera Jaina Portvaillant, une archimage très talentueuse qu'il forma personnellement et dont il était très fier.
À la suite de son échec auprès du roi, Medivh apparaît à Dalaran pour tenter d'informer Antonidas de la chute de Lordæron. Mais le vieux mage ne le croît pas et préfère l'ignorer. Cependant, il est conscient de l'avancée du Fléau et mandate Jaina auprès du jeune paladin de la Main d'Argent, Arthas Menethil, pour en découvrir la cause, qu'il croît magique.
Quand Arthas revient de Norfendre et tue son père le roi, Antonidas prend conscience de la situation. Il ne peut empêcher la chute de Quel'thalas et la mort d'Uther, mais il réunit un grand nombre de troupes de l'Alliance à Dalaran, dont il est devenu le chef. Quand Kel'Thuzad et Arthas arrivent aux portes de Dalaran à la suite de leur victoire sur le clan Rochenoire, ils réclament le livre de Médivh entreposé en ces lieux. Antonidas refuse net et contraint le Fléau à assiéger sa cité. Il met alors en place avec deux de ses lieutenants une puissante aura magique destinée à détruire les morts-vivants qui oseraient s'y aventurer.
L'aura fonctionne, mais les mages finissent par être submergés par la horde de morts-vivants. Malgré son âge avancé, Antonidas prend part à la défense de sa cité de toutes ses forces, et se dresse en dernier rempart entre Arthas et le livre de Médivh. Le prince traître assassinera le vieux mage, sans que celui-ci ne fasse une dernière fois preuve d'esprit et de sagesse. Antonidas tombe au champ d'honneur et le Fléau se replie sur une colline en face de Dalaran.
Mais le Kirin Tor n'a pas encore dit son dernier mot. Furieux de la mort de leur chef, tous les archimages de Dalaran s'unissent et tentent d'arrêter le rituel entamé par Kel'Thuzad. Malgré un assaut acharné, la liche finit par arriver à ses fins et fait passer Archimonde en Lordæron. Le démon rase Dalaran et tue la plupart des Archimages qui s'y trouvent.
Dalaran survit pourtant et une petite troupe menée par le Grand Maréchal Garithos reprend la tête de l'Alliance en morceaux. Condamné par la sombre magie d'Arthas, l'esprit d'Antonidas errera longtemps tel un spectre dans les couloirs de la cité détruite jusqu'à ce que le prince Kael'thas ne vienne le libérer, lui permettant enfin de trouver la paix.

### Benedictus
Pour les articles homonymes, voir Benedictus.
Benedictus est un Prêtre humain. Dans sa jeunesse, il fut l'apprenti de l'Archevêque de Hurlevent : Alonsus Faol. Il étudia puis aida à ériger la Cathédrale de Hurlevent. Ensuite, il en devint archevêque. On apprendra plus tard qu'il servait le Marteau du Crépuscule sous les ordres d'Aile De Mort.

### Bolvar Fordragon
Grand ami du roi Varian Wrynn, il prit la place de ce dernier à sa disparition comme régent de Hurlevent. Ayant sous sa protection le jeune Anduin Wrynn, il ne fut pas dupé par les machinations de Katrana Prestor qui se révéla être Onyxia, la fille de Neltharion, l'Aspect Dragon noir. Au retour du roi sur ses terres, il travailla avec l'aide du Maréchal Windsor et du roi de Forgefer Magni Barbe de Bronze à démasquer le complot qui se tramait en Hurlevent. Lorsque débuta la guerre en Norfendre, il prit à sa tête les troupes de Hurlevent pour mener un assaut sur l'une des portes du Fléau : Angrathar le portail du courroux.
Cette bataille fut cruciale, combattant aux côtés du Général Saurcroc, le dirigeant des troupes de la Horde à Angrathar, il mit en déroute les troupes du Fléau. Lorsque le roi liche se montra, les Réprouvés renégats dirigés par Putrescin lancèrent leurs tonneaux de peste tuant tout sur leur passage.
Le Roi Liche en réchappa mais la plupart des troupes de l'Alliance et de la Horde y laissèrent leur vie. Bolvar ne put s'échapper mais les dragons arrivèrent et brulèrent tout sur leur passage, brûlant le gaz, ce qui sauva Bolvar, qui ne mourut pas de la Peste.
Il fut longtemps partisan d'une collaboration « Horde-Alliance », ce qui lui valut l'amitié de Saurcroc qui mourut, tué par le Roi Liche à Angrathar.
À la mort d'Arthas à la Citadelle de Glace ( en anglais : Ice Crown Citadel), il prendra la place de ce dernier en tant que nouveau Roi Liche, pour garder le contrôle sur le Fléau et l'empêcher d'envahir à nouveau Azeroth.

### Calia Menethil
Calia Menethil est une humaine, et la princesse de Lordaeron. Elle est la fille du roi Terenas Menethil II, Roi de Lordaeron, et sœur d'Arthas Menethil.
Elle était promise au seigneur Prestor (Aile-de-Mort transformé en humain). Son mariage n'eut pas lieu car Aile-de-Mort s'enfuit après son échec à Grim Batol.
Depuis la récente apparition du personnage de Calia Hastings (agent du SI:7) dans la mise à jour 2.3 de World of Warcraft, des doutes se posent quant à l'éventuelle existence de Calia Menethil dans le Marécage d'Âprefange.
Depuis le nouvel ajout d'objet via l'extension (Wrath of the Lich King : 3.0.0) Une pièce pêchable dans la fontaine de Dalaran porte le nom de Pièce de cuivre de la princesse Calia Menethil (simulant le souhait que celle-ci aurait effectuée devant la fontaine avant de lancer la pièce) un commentaire est ajouté en dessous qui est : « J'espère que ce superbe noble, le seigneur Prestor, m'a remarquée ! Il est trop beau ! ».

### Garithos
Garithos est un chevalier Humain, fidèle jusqu'à sa mort à l'Alliance et au Roi Terenas. Ayant acquis le titre de Grand Maréchal et le commandement de l'Alliance, Garithos était l'un des derniers survivants des forces armées encore présentes sur Lordaeron après l'invasion des morts-vivants. Malgré les forces déclinantes de l'Alliance, quelques poches de résistances humaines subsistaient sur Lordaeron et tenaient tête au Fléau grâce au sens stratège et aux importantes aptitudes militaires du maréchal Garithos. Mais son esprit autoritaire et méprisant desservait l'Alliance et le rendait antipathique aux yeux de ses propres soldats, en plus d'être méprisant envers les hauts-elfes et les nains.
Après la chute progressive du roi Terenas, des hauts-elfes de Quel'thalas, d'Uther puis d'Antonidas et enfin le départ de l'Amiral Portvaillant, Garithos est seul à la tête de l'Alliance. Rassemblant dans les ruines de Dalaran les chevaliers de la Main d'Argent, quelques nains d'Ironforge et les hauts-elfes ayant survécu à l'assaut d'Archimonde sur la cité magique, il organise ses faibles troupes et entame une résistance acharnée face au Fléau. S'appuyant sur la population locale, sur le terrain et sur les ordres de Paladins encore debout, le Grand Maréchal tient tête à un ennemi pourtant largement plus puissant que lui, et parvient à reconquérir entièrement Dalaran, où il s'installe et planifie ses assauts, déléguant le contrôle d'une partie de ses hommes au prince Kael, qui est venu se joindre aux restes de l'Alliance. C'est alors qu'il apprend la marche en avant d'une importante troupe de morts-vivants depuis la forêt de Silverpine, au sud de Dalaran. Garithos décide de mener lui-même le combat au front, laissant Kael tenir tête à un second groupe de l'armée du Fléau, mené lui par le maléfique Dalvengyr. Mais la bataille au sud est plus rude que prévu, et Garithos ordonne au prince Kael de lui transmettre toute troupe ne relevant pas de son sang, ce qui ne laisse que des hauts-elfes pour tenir Dalaran.
La bataille finit par tourner à son avantage et Garithos libère Dalaran du joug du Fléau. Mais en revenant, il apprend que Kael a pactisé avec des Nagas, menés par Dame Vashj, pour vaincre Dalvengyr. Furieux, il enferme les hauts-elfes dans les geôles des Dalaran en attendant leur exécution. Mais les Nagas interviennent à nouveau et permettent l'évasion de Kael pour les Terres dévastées, malgré l'intervention des hommes de Garithos. Décidant de se passer des magiciens elfes, le Grand Maréchal continue ses campagnes face au Fléau et finit par se retrouver à affronter le seigneur Detheroc dans une ancienne forteresse humaine. Cependant, il sous-estime les pouvoirs de Detheroc et celui-ci lui jette un sort de contrôle mental à lui et à ses hommes. Garithos et sa troupe deviennent alors des pantins au service du seigneur Detheroc, qui s'en sert comme d'une armée personnelle pour la défense de sa forteresse.
Peu après, Varimathras se rend au service de Sylvanas Coursevent et forme avec elle une armée. La jeune armée ne tarde pas à attaquer par surprise le repaire de Detheroc, que Garithos défendra âprement. Ses forces finissant par échouer, Detheroc est tué par la Dame Noire et le sort de contrôle est levé. Garithos reprend ses esprits et conclut un pacte avec Sylvanas : En échange de l'aide de l'Alliance pour faire chuter Balnazzar], le dernier des trois seigneurs contrôlant Lordæron, Garithos récupèrera le contrôle de la Capitale où s'est retranché l'intéressé. Conscient qu'il a là l'occasion de débarrasser Lordæron des seigneurs de l'effroi tout en permettant d'en contrôler à nouveau une grande partie, le Grand Maréchal accepte et donne l'assaut à revers sur la Capitale aux côtés de Sylvanas et de Varimathras. Son aide permit aux Réprouvés de vaincre Balnazzar, et Garithos s'apprêta à reprendre la Capitale. Mais Sylvanas le trahit à son tour et ordonne à Varimathras de le tuer. Le Grand Maréchal périt sous une pluie de flammes et son corps jeté à terre fut dévoré par les goules de la Dame Noire, sonnant le glas de l'ultime chef militaire de l'Alliance.
Bien que Garithos soit assez peu apprécié par ses troupes et qu'il déteste tout combattant n'étant pas humain, il reste un modèle de fierté et de courage jusqu'à sa mort. Fidèle au roi et à l'Alliance, le Grand Maréchal crut jusqu'au bout en la grandeur de Lordæron, et mourut pour elle.

### Jaina Portvaillant

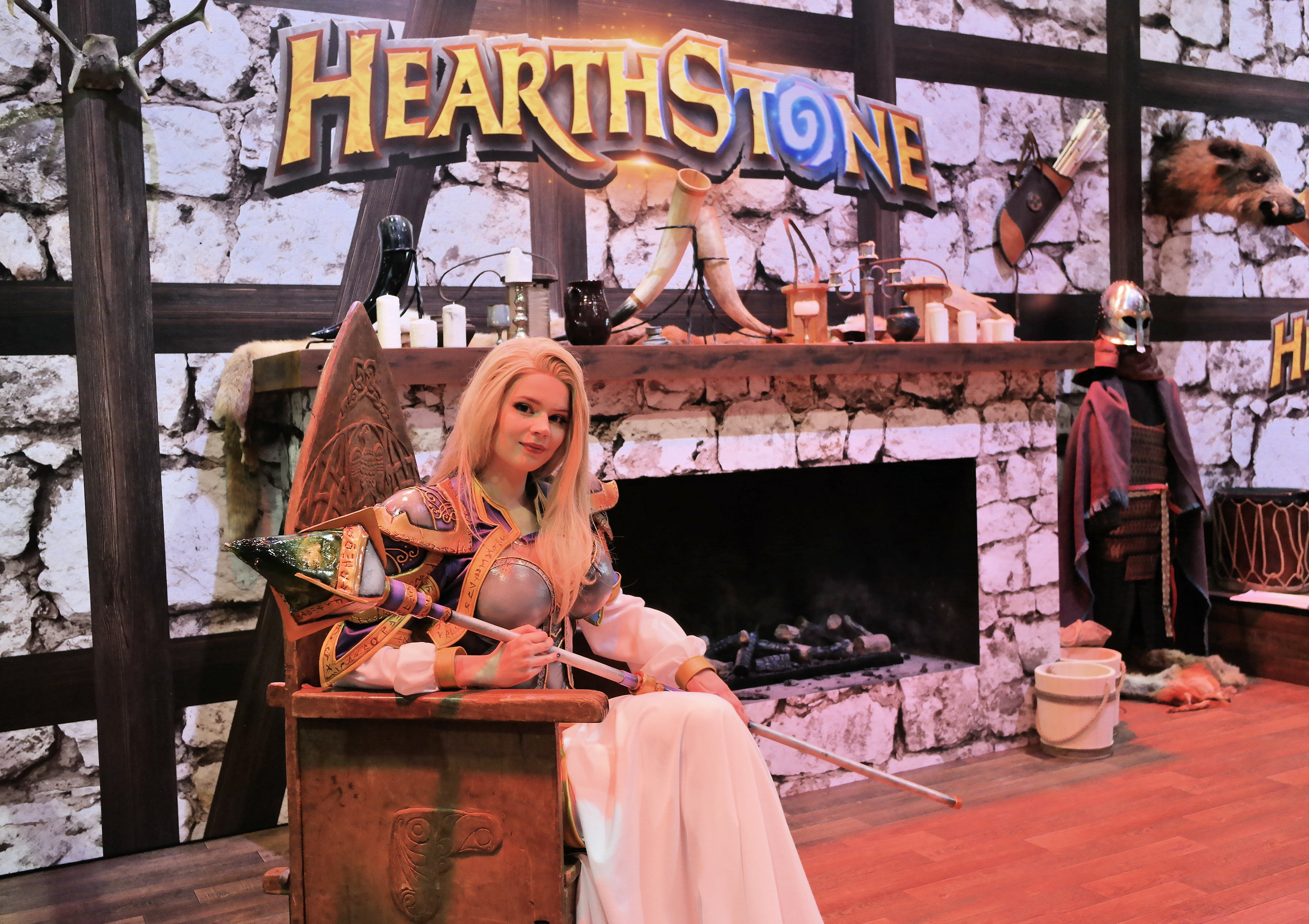
Cosplay du personnage Jaina Portvaillant dans Hearthstone.

#### Histoire
Jaina Portvaillant (Jaina Proudmoore en anglais et dans la VF de Warcraft III et son extension. ) est une archimage de l'Alliance. Elle fait son apparition dans la campagne de Warcraft III: Reign of Chaos où elle accompagne le jeune paladin Arthas, prince de Lordaeron, alors qu’il tente de défendre le royaume de son père contre un fléau transformant les humains en morts-vivants. Après avoir réussi à tuer Kel'Thuzad, le nécromancien responsable de ce fléau, ils se séparent, Jaina refusant d'assister Arthas dans la purge des habitants de Stratholme contaminés par le fléau. Jaina décide ensuite de suivre les conseils du Prophète et de partir pour Kalimdor où elle fonde la cité de Theramore. Jaina réapparait dans la campagne bonus de Warcraft III: The Frozen Throne alors que son père, l'amiral Daelin Portvaillant, prend le contrôle de la flotte qu'elle dirige pour tenter d'éliminer les Orcs menés par Thrall. Prête à sacrifier son père pour une paix durable entre les Humains et les Orcs, elle laisse ces derniers rentrer dans la cité et vaincre Daelin. Jaina reprend ensuite le contrôle de Théramore et travaille de concert avec Thrall pour maintenir la paix entre leurs deux peuples.
Peu de temps après son accession à la tête de la Horde, Garrosh Hurlenfer brise ce fragile équilibre en attaquant les Elfes d'Orneval, déclenchant une série d’événement menant à un conflit entre lui et Théramore. Suivant un plan secret et audacieux, il oblige l'Alliance à rassembler ses forces dans la ville et la bombarde avec l'Iris de Focalisation (volée au préalable au vol draconique bleu) transformée en Bombe de Mana. Jaina est sauvée par Rhonin, qui la pousse dans un portail avant d'absorber la plus grande partie de l'énergie arcanique libérée, mais perd son foyer et une grande partie des siens dans cette attaque. Irradiée par la magie libérée par la bombe et aveuglée par la rage, elle récupère l'Iris et tente de se venger en provoquant la destruction d'Orgrimmar, mais le dragon Kalecgos et Thrall parviennent à la raisonner. Aiguillés par une prophétie et impressionnés par son caractère et la puissance de sa magie, les mages du Kirin Tor l'élèvent alors au rang d'archimage avant de lui confier la direction de Dalaran,.
Retrouvant sa neutralité et ses rêves d'une paix mondiale entre l'Alliance et la Horde, Jaina est à nouveau trahie par celle-ci qui vole un puissant artefact gardé par le Kirin Tor et manque de tuer le prince humain Anduin Wrynn. Ne pouvant plus faire confiance aux Orcs et leurs alliés, Jaina chasse, tue ou emprisonne les Elfes de Sang présents à Dalaran et décrète le retour de la cité des mages dans le camp de l'Alliance.
Lors de la victoire de la coalition Horde-Alliance contre Garrosh, Jaina montre son changement de personnalité en conseillant à Varian, alors en position de force, d'éliminer tous les chefs de la Horde présents.
Cependant, le procès de Garrosh, relaté dans Crimes de Guerre, voit Jaina reprendre petit à petit le chemin du pardon.

#### Autres apparitions
Jaina apparaît également dans le jeu vidéo Heroes of the Storm où elle incarne un personnage jouable combattant à distance et disposant de sorts de froid qui ralentissent ses ennemis. Ses sorts les plus puissants lui permettent d’invoquer un élémentaire d’eau ou de créer un cercle de glace pouvant geler les ennemis. Jaina apparaît aussi dans le jeu vidéo de cartes à collectionner Hearthstone: Heroes of Warcraft ou elle incarne un personnage jouable. Représentant la classe des mages, elle dispose de puissants sorts permettant notamment de glacer ses adversaires.

### Khadgar

#### Histoire
Khadgar est un mage de l'Alliance. Il fait son apparition dans la campagne de Warcraft II: Beyond the Dark Portal où il incarne un vétéran de la première guerre faisant des recherches sur la magie ayant permis de créer le portail reliant Draenor et Azeroth. Grâce à ses connaissances, il détecte les étranges émanations venant du portail et comprend qu'il a été rouvert. Il parvient ainsi à prévenir l'Alliance à temps pour organiser la défense d'Azeroth, la horde étant alors à nouveau repoussée de l'autre côté du portail. Khadgar prend ensuite le commandement de l'armée envoyée par l'Alliance sur Draenor afin de détruire définitivement le portail. Ils prennent alors d'assaut la citadelle où siège Ner'zhul et Khadgar réussit à récupérer les artefacts volés par les Orcs dont il a besoin pour refermer le portail. Le portail vers Azeroth est détruit mais Khadgar et ses hommes restent coincés sur Draenor alors que celui-ci est secoué par de nombreuses secousses sismiques causées par l'ouverture de nouveaux portails par Ner'zhul. Khadgar est alors présumé mort mais il réapparait dans World of Warcraft où l'on apprend qu'il a survécu à la destruction de Draenor.
Autres apparitions
Khadgar est également l'un des héros du roman Le Dernier Gardien qui retrace les évenements ayant conduit à l'ouverture du premier portail entre Draenor et Azeroth. Dans celui-ci, Khadgar incarne un jeune disciple de Medivh envoyé par le Kirin Tor pour découvrir les secrets de ce dernier. Il découvre alors que celui-ci a été corrompu par le démon Sargeras et qu'il a ouvert le portail permettant aux Orcs d'accèder à Azeroth. Aidé par Anduin Lothar, Khadgar parvient alors à le tuer puis à refermer la Porte des Ténèbres. Khadgar est également présent dans le film Warcraft : Le Commencement de Duncan Jones.
Il est également un héros alternatif de la classe mage dans le jeu vidéo Hearthstone: Heroes of Warcraft.

### Kel'Thuzad
Un Archimage brillant mais incompris
Avant de passer dans l’Ombre, Kel’Thuzad fut autrefois un brillant archimage du Kirin Tor, charismatique et respecté par ses pairs, toutefois on le prenait parfois pour un original du fait que Kel’Thuzad s’était plusieurs fois livré à la magie noire, acte fortement prohibé dans l’ordre du Kirin Tor. Il reprochait notamment à ses supérieurs de faire preuve de conservatisme, qu’il ne comprenait pas et ne partageait pas, lui qui cherchait avant tout à percer les mystères de la vie.
La naissance du Fléau
Sur Norfendre, le Roi Liche, satisfait des premières vagues de mort envoyées sur des colonies humaines, nécessite l’aide d’un assistant pour préparer une peste mort-vivante à grande échelle sur Lordaeron. Il entre donc en contact mental avec Kel’Thuzad, et celui-ci, attiré par les propositions du Roi Liche, se rend à Norfendre. Dans les territoires glacés, il rencontre une armée de morts-vivants au pied du Glacier de la citadelle de la couronne de glace qui s’écarte à son arrivée, et arrive au Trône de Glace. Ner’Zhul, visiblement satisfait de l’engagement de Kel’Thuzad, lui offre la vie éternelle en échange de son âme et lui ordonne de diffuser son message de mort à travers le royaume de Lordaeron.
Pour faciliter la tâche de Kel’Thuzad, le Roi Liche ne touche pas à son apparence humaine. Il revient donc en Lordaeron après plusieurs années d’absence, et s’il est âgé, Kel’Thuzad n’en reste pas moins charismatique. Ainsi, il approchera ce qui lui semble être des cibles faciles : des marginaux, laissés pour compte et travailleurs épuisés se laissent séduire par son discours, Kel’Thuzad leur promettant vie éternelle et égalité en échange de leur loyauté : le Culte des Damnés est né. En envoyant des caisses de grain contaminé dans les villages voisins, les damnés vont répandre une vague de mort sans précédent au Nord de Lordaeron : les villageois contaminés sont irrémédiablement transformés en zombies.
Avertis de la naissance du Fléau, Arthas Menethil et Jaina Portvaillant se rendent à Andorhal pour enquêter sur le grain contaminé et sur les coupables de ce méfait. Rencontrant Kel’Thuzad, celui-ci leur annonce que les caisses ont été envoyées, et qu’il est désormais trop tard pour sauver cette terre. Assailli par les deux héros humains, le nécromancien succombe sous leur trait, mais son esprit a survécu. Ses dernières paroles furent : « Pauvre idiot ! Ma mort ne changera rien au bout du compte. Pour l’heure, la malédiction de cette terre commence ! »
Résurrection
Récupéré par Arthas passé dans l’Ombre sous forme de cendres, l’esprit de Kel’Thuzad ne cessera de conseiller le nouveau chevalier de la mort, notamment en le mettant en garde contre les Seigneurs de l’Effroi. Finalement, Kel’Thuzad finira par renaître de ses cendres grâce à l’énergie du Puits Solaire de Silvermoon (maintenant Lune d’Argent), et réapparaît sous forme d’une Liche. Il explique ainsi plus en détail à Arthas l’invasion qui se prépare avec le retour d’Archimonde et de la Légion Ardente sur Azeroth, ainsi que la situation de son maître, le Roi Liche. Il aidera Arthas à la prise de Dalaran, et à l’aide du livre des sorts de Medivh, il réalise l’incantation qui permet à Archimonde de revenir dans le monde d’Azeroth.
Au service du Roi Arthas
Mis à l’écart par la Légion Ardente, Kel’Thuzad reprend du service après la défaite d’Archimonde et le retour du Roi Arthas à Lordaeron. Après avoir éliminé les poches de résistance humaine avec Arthas et Sylvanas Coursevent, il déjoue un complot de cette dernière qui souhaitait voir la mort du chevalier de la mort qui l’avait auparavant tué. Grâce à son intervention, Arthas put s’en sortir et partir sur Norfendre secourir le Roi Liche, en son absence Kel’Thuzad est chargé de veiller sur Lordaeron, sans pour autant empêcher la prise de contrôle progressive des Réprouvés.
Dans World of Warcraft
Dans World of Warcraft: Wrath of the Lich King, le Roi Liche lança une attaque sur les capitales de la Horde et de l’Alliance. Les factions contrattaquant, il rappela Naxxramas en Norfendre.
Cette citadelle se trouve désormais dans la Désolation des Dragons. Kel’Thuzad peut y être tué par les joueurs.
Dans World of Warcraft: The Burning Crusade, Kel’Thuzad peut être vu sous sa forme humaine dans les Grottes du temps.
Dans Hearthstone
Dans la première extension du jeu Hearthstone : La malédiction de Naxxramas, Kel'Thuzad est l'un des boss que les joueurs peuvent affronter dans l'aile de Givre et est le boss final de l'aventure entière.
Son pouvoir spécial n'est pas sans rappeler sa capacité à prendre le contrôle sur les morts comme dans le jeu World of Warcraft. Il peut en effet, à chaque tour, ressusciter les créatures alliées mortes.
La voix de ce personnage est incarnée dans la version française par Jean-Claude Donda.

### Medivh
Medivh, fils d'Aegwynn, est le plus puissant et le plus important magicien renommé du Kirin Tor. Il est le fils de Magna Aegwynn et de Nielas Aran (archimage de Stormwind). Il est le gardien de Tirisfal, membre qui se devait de combattre les démons s’il s’avérait qu’ils reviendraient en Azeroth. Avant sa naissance, lorsque Medivh résidait encore dans le ventre de sa mère, l’esprit du titan Sargeras, créateur de la Légion Ardente, imprégna le corps de sa mère et infecta lentement l’esprit du nourrisson. L’héritage de sa mère lui conféra une puissance phénoménale et l’éleva au rang de protecteur de l’humanité, mais le fit aussi sombrer dans un profond sommeil, lui volant ainsi ses années de jeunesse. Anduin Lothar, le futur roi Llane et Medivh formaient un trio inséparable, et ses deux amis s’occupèrent de lui durant ce qu’il appelle lui-même sa « sieste » (qui aura tout de même duré 20 ans). Durant ses belles années, il s’installa dans la tour lumineuse de Kharazhan à Deuillevent où il prit sous son aile un apprenti du nom de Khadgar. Medivh, malgré le combat contre l’esprit maléfique de Sargeras, sombra dans la démence et pactisa avec Gul'dan, le chef du clan Stormreaver des orcs et les amenèrent de Draenor en Azeroth. Il se fit ensuite tuer par son ancien ami Lothar et son ex-apprenti Khadgar. On le revit cependant sous la forme d’un corbeau à l’aube de la troisième guerre en avertissant Thrall du retour de la Légion et des méfaits du fléau mort-vivant qui faisait rage dans les contrées humaines. Il coordonna aussi les efforts de guerre de la Horde des Orcs, Elfes de la Nuit et Survivants Humains, dans la lutte contre la Légion Ardente et Archimonde. Enfin, on le vit disparaître pour la dernière fois à la fin de Reign of Chaos survolant le Mont Hyjal sous la forme d’un corbeau...
Dans la version française, la voix de ce personnage est réalisée par Antoine Tomé.
Apparitions :
- Warcraft: Orcs and Humans
- Warcraft II ainsi que son expansion Beyond the Dark Portal
- Quelques apparitions dans Warcraft III: Reign of Chaos (didacticiel et cinématique).
  - Le troisième tome de la première trilogie intitulé le dernier Gardien, histoire raconté du point de vue de son apprenti, lui est dédié.
- Une apparition dans World of Warcraft: The Burning Crusade, le joueur revient dans le temps pour aider Medivh à ouvrir le portail des ténèbres.
- Le film Warcraft : Le Commencement de Duncan Jones
- Dans Hearthstone: Heroes of Warcraft, Medivh est l'un des héros alternatifs de la classe mage.

### Rhonin
Rhonin est un humain de classe archimage. Il est habile et possède un fort caractère. Il a été rapidement choisi par le Kirin Tor pour récupérer la précieuse âme du démon, talisman au pouvoir sans limite pouvant asservir les dragons. Hélas, sa mission semble aux yeux de tous impossible : se rendant compte qu'il pouvait profiter du Mage pour récupérer l'âme du démon, Deathwing le destructeur obligea le Mage à suivre toutes ses directives.
Ce fut au grand étonnement du Kirin Tor que Rhonin parvint à accomplir sa mission, aidé par la belle elfe Vereesa, le Nain Falstad Marteau-Hardi et le dragon rouge Korialstrasz. Libérant ainsi Alexstrasza, la reine des dragons rouges, il fit l'impossible pour vaincre un puissant sorcier Orc, nommé Nekros, qui détenait ses pouvoirs de l'âme du démon. Il put ainsi déclencher la colère des différents aspects contre Aile-de-Mort : Alexstrasza, Nozdormu, Malygos et Ysera finirent par vaincre le traître Aile-de-Mort.
Il est aussi un des héros du roman « La guerre des anciens » : alerté par le dragon rouge Korialstrasz, Rhonin part avec lui à la recherche d'une « perturbation » dont Nozdormu a prévenu le mage-dragon. Ils sont tous deux happés dans cette perturbation et se retrouvent 10 000 ans en arrière, avant la grand fracture où il combat la Légion Ardente et Neltharion (qui n'est pas encore appelé Aile-de-mort). Il joue un rôle important dans cette guerre avec Krasus, Broxigar l'orc, Malfurion le druide et Tyrande la prêtresse. Il sera finalement ramené dans son époque par Nozdormu, l'Aspect majeur du Temps.
Rhonin est désormais considéré par tous comme l'un des plus grands mages qui existe et dirige le Kirin Tor et se trouve actuellement à Dalaran avec sa compagne Vereesa.

### Uther Lightbringer
Uther le Porteur de Lumière (Uther Lightbringer dans sa version originale ainsi que dans Warcraft II et Warcraft III) est un paladin de l'Alliance. Il a été chevalier de la Main d'argent, commandant suprême de l'ordre de la Main d'argent et mentor du prince Arthas Menethil.
Ayant participé à toutes les guerres d’Azeroth et de Lordaeron, Uther est considéré comme un des plus grands héros que l’Alliance ait connu et l’un des plus sages, où il eut l’occasion d’épauler notamment Anduin Lothar au cours de la seconde guerre, où il gagna un prestige immense. Au vu de la menace que représentait la Horde, il crée l’ordre de la Main d’argent, constituée de preux chevaliers combattant pour la Lumière (les paladins), acteurs décisifs dans la victoire de la Deuxième Guerre.
Après la Deuxième Guerre, il se dévoua alors au maintien de l’ordre dans le Lordaeron d’après guerre malgré les troubles politiques (éclatement de l’Alliance), veillant à ce que les tensions se règlent de façon pacifique, tout en restant acclamé et soutenu par le peuple humain. Il prit sous son aile le jeune prince Arthas, le fils du Roi Terenas qu’il forma et considérait comme son propre fils, et en fit un paladin très talentueux bien qu’impétueux.
À l’approche de la Troisième Guerre, Uther dut intervenir avec l’aide de son apprenti Arthas face au retour d’Orcs Rochenoire qui s’étaient évadés des camps et se livraient à des sacrifices humains. Bien qu’âgé, il n’avait rien perdu de sa force, et prévenu par Jaina Proudmoore des activités du Fléau, il sauva Arthas lors d’un assaut mort-vivant sur Hearthglen.
Mais, tout comme Jaina, Uther refuse de suivre Arthas dans le « nettoyage » de Stratholme et se querelle avec son ancien protégé : pour réponse, Arthas le relève du commandement de la Main d’Argent. Au vu de la tournure dramatique des évènements, Uther parvient à convaincre le Roi Terenas de rappeler son fils parti sur Norfendre, en vain, après qu’Arthas a brûlé tous les navires. Uther ne peut empêcher la folie s’emparer de son ancien poulain et l’assassinat du Roi Terenas.
Arthas étant passé dans l’ombre, Uther et la Main d’Argent tentent de maintenir une paix fragile sur Lordaeron, mais le Fléau mort-vivant agit discrètement et efficacement en restaurant le culte des damnés. Désormais du côté des Ténèbres, Arthas tue froidement l’un après l’autre ses anciens compagnons de la Main d’Argent qui tentaient de s’opposer à lui. Uther, possédant l’urne magique contenant les cendres du Roi défunt qu’Arthas convoitait, combattit son ancien poulain, après avoir vainement tenté de le ramener à la Lumière, il fut tué par Arthas dans un combat singulier.
Tels furent ses derniers mots :
Uther : « Je souhaite que l’enfer vous réserve un cercle spécial, Arthas… »
Arthas : « Nous ne le saurons peut-être jamais Uther, j’ai l’intention de vivre éternellement. »
Mais même après sa mort, l’influence d’Uther est encore gigantesque, une statue lui est dédiée dans les Maleterres de l’Ouest et reste une référence en termes de bravoure, de sens du devoir et d’honneur. Dans le jeu vidéo World of Warcraft, on apprend que même mort, il demeure dans le cœur de tous ceux qui combattent pour la lumière, et il est également possible de faire apparaitre son esprit, ce qui tend à montrer qu’Uther n’a certainement pas totalement disparu, et qu’au-delà de la mort il reste conscient et déterminé.
L’esprit d’Uther est effectivement encore présent. Dans le patch 3.3 de World of Warcraft, il est possible de le voir dans l’instance des « Salles des Reflets ». Ayant périt de la lame runique Deuillegivre d’Arthas, son âme en est maintenant prisonnière. Jaina Proudmoore s’approche de Deuillegivre et parvient à invoquer Uther qui lui révèle que le corps et l’esprit d’Arthas sont totalement sous l’emprise du Roi Liche. Jaina veut détruire Arthas pour mettre fin au fléau. Mais Uther fait prendre conscience à Jaina que le Roi Liche ne peut être détruit sous peine de voir le Fléau sans contrôle, s’abattre sur Azeroth et tout détruire. Si Arthas venait à mourir, un autre devra prendre sa place. Jaina admet les propos d’Uther et s’interroge : « Qui pourrait remplacer Arthas et porter un tel fardeau ? ».

### Terenas Menethil
Terenas Menethil II est le roi de Lordaeron, le mari de Lady Lianne et le père d'Arthas et de Calia Menethil.
Il fut le pieux et bienveillant dirigeant du royaume humain de Lordaeron, ainsi que de l'Alliance de Lordaeron, et l'un des rois les plus puissants en Azeroth depuis la chute de la ligue d'Arathor (première alliance des humains dans l'histoire du jeu).
Terenas Menethil II naquit à la cour du Royaume de Lordaeron, nation humaine parmi les plus puissantes, en tant que membre de la famille royale des Menethil qui avait gouverné le royaume des siècles durant. Terenas devint un roi juste et sage, et fut aimé par la plupart de sa population. Son long règne fut une période de paix et apporta la prospérité au royaume de Lordaeron, mais cet état fut irrémédiablement transformé par l'arrivée de la Deuxième Guerre.
Deuxième Guerre
Après la Première Guerre, des réfugiés du Royaume d'Azeroth arrivèrent par milliers sur les rivages de Lordaeron, avertissant les populations de la menace des Orcs venus d'une autre planète par le Portail Sombre, et de l'invasion subséquente. Terenas convoqua des émissaires des nations avoisinantes et, après avoir prêté l'oreille aux récits terrifiants d'Anduin Lothar et de ses compatriotes, décida de fonder l'Alliance de Lordaeron.
Terenas mena vaillamment les forces de Lordaeron face à l'assaut violent de la Horde. La Deuxième Guerre mobilisa les efforts et prit des vies par milliers dans les rangs de l'Alliance ainsi que de tous ceux qui se situaient sur le passage des Orcs. Mais lors de la conclusion de la guerre leurs sacrifices ne furent pas en vain, et l'Alliance vainquit, décimant les armées de la Horde et enfermant leurs prisonniers dans des camps de concentration, dirigés par le brutal Aedalas Blackmoore. Le chef de guerre Orc Orgrim Doomhammer resta un temps le prisonnier personnel de Terenas, mais il parvint à s'enfuir et vécut alors dans la clandestinité.
Fin de la Deuxième Guerre
Malgré la fin de la Deuxième Guerre, la paix fut de courte durée. De nouveaux troubles se déclarèrent en Azeroth et Terenas décréta, en accord avec le nouvel héritier du trône et monarque du royaume d'Azeroth Varian Wrynn, que leurs meilleurs hommes devaient se rendre sur Draenor, planète d'origine des Orcs, pour retrouver et s'emparer des artefacts magiques que le clan Orc d'Ombrelune avait dérobés en Azeroth.
Quelques années plus tard, la question de prendre une décision à propos du royaume rebelle d'Alterac fut jetée sur la table. Le jeune Lord Daval Prestor, membre de la famille du feu Lord Perenolde souverain d'Alterac, était à cette époque l'un des conseillers les plus appréciés du roi Terenas, et ce dernier voulut donner sa fille Calia en mariage au jeune noble. La candidature de Prestor était soutenue par la plupart des nations de l'Alliance pour le poste de roi d'Alterac, qui aurait résolu le cauchemar politique de Terenas avec cette nation de brigands. Ces deux projets furent toutefois annulés lorsque Daval Prestor disparut du jour au lendemain de la surface de Lordaeron.
Le Règne du Chaos
Au fil du temps, Terenas vieillit et se racornit, luttant de plus en plus pour conserver l'unité et la cohésion de l'Alliance en ruines, malgré les promesses d'entraide qu'il tenait vis-à-vis des États dissidents de Gilnéas, Stromgarde et Quel'Thalas. Son fils, le prince Arthas, devint le protégé d'Uther Lightbringer (le Porteur de Lumière), et paladin de la Main d'Argent.
Alors que commencèrent les soulèvements d'Orcs à travers les hautes-terres d'Arathi et la propagation de la peste depuis le Nord, nombre d'entre les représentants de l'Alliance, tout particulièrement venant de la ville magique de Dalaran, demandèrent une mise en quarantaine de la population de Lordaeron. Mais Terenas refusa l'injonction pourtant salutaire, arguant que son peuple n'avait que trop souffert pour être de nouveau contraint. Le mystérieux prophète Medivh choisit ce tournant de l'histoire pour apparaître à la cour de Lordaeron, et enjoignit au roi Terenas de faire embarquer son peuple sur des bateaux à travers la Grande Mer pour se réfugier sur le continent de Kalimdor, de peur de tout perdre aux mains d'un nouvel ennemi. Cependant Terenas ne prêta pas d'importance aux dires du mage-corbeau, le prenant pour un fou. Ainsi le Roi de Lordaeron scella son sort et celui de son peuple.
Il vint aux oreilles de Terenas des rumeurs du comportement étrange de son fils Arthas, et en particulier de son expédition à Northrend (en français Norfendre) et de la destruction sous ses ordres de la ville de Stratholme ; il ordonna alors le rappel de ses troupes. Mais il n'eut pas plus de nouvelles d'Arthas pendant plusieurs mois.
Assassinat et enterrement
Finalement, Arthas revint, triomphant et victorieux du mal qu'il avait affronté en Norfendre. Toute la capitale de Lordaeron fut au rendez-vous pour célébrer le retour du vaillant prince. Mais les citoyens ne comprirent pas que celui qu'ils acclamaient avait changé.
Alors qu'il s'agenouillait face à son père dans la salle du trône, une voix sombre envahit les pensées d'Arthas, et il se releva sans écouter son souverain, tira son épée et grimpa les marches le séparant de Terenas. Il saisit alors son père par la gorge, et enfonça sa sombre lame runique du nom de Frostmourne (Deuillegivre en français) dans le cœur de Terenas. Ainsi disparut Terenas Menethil II, Roi de Lordaeron lors de la Troisième Guerre, aux mains de son propre fils.
Les cendres de Terenas furent conservées dans une urne magique gardée par le fondateur de l'ordre des paladins, Uther Lightbringer en personne. Arthas, soucieux de récupérer l'urne à ses propres fins, tua son ancien maître et vida sans cérémonie l'urne des restes de son père. Ceux-ci furent récupérés et enterrés grossièrement derrière la salle du trône de Lordaeron. La sépulture est visible lorsqu'on se dirige vers Fossoyeuse.

## Nains

### Brann Barbe-de-bronze
Brann Barbe-de-bronze en anglais : Brann Bronzebeard est un nain de classe explorateur. Brann est l'un des plus grands explorateurs, il est accueilli chaleureusement partout, et a des amis dans tous les coins du monde. Il fait partie de la guilde des explorateurs. Il a disparu alors qu'il partait en direction de Norfendre pour réapparaître plusieurs mois plus tard. On dit qu'il est le seul explorateur à avoir voyagé partout sur ce continent (ou presque) et à être encore vivant pour en parler.
L'une de ses phrases célèbres est la suivante : « Plus j'en apprends sur le monde et plus je me rends compte que je ne connais rien, ma tâche ne sera donc jamais terminée » (traduite de l'anglais).
Le personnage de Brann est utilisé comme narrateur pour les livres de la série World of Warcraft en format jeux de rôle sur le système d20, ses explorations sont le prétexte utilisé pour décrire le monde d'Azeroth dans des ouvrages écrits au retour de chacune de ses expéditions. C'est également le narrateur dans le jeu Hearthstone.

### Falstad
Falstad est un nain guerrier barbu, d'une peau couleur de bronze, avec un visage massif et inflexible et des yeux brillants. Il fait son apparition dans le roman Warcraft : le Jour du dragon dans lequel il accompagne le mage Rhonin dans sa quête visant à détruire l'Âme du Démon et à libérer le dragon Alexstrasza de l'emprise des Orcs. Il apparaît également dans World of Warcraft où il incarne le chef des nains du clan Marteau-Hardi et est le membre fondateur du conseil des Trois Marteaux qui dirige Forgefer.
Falstad apparaît également dans le jeu vidéo Heroes of the Storm où il incarne un assassin montant un griffon,.

### Muradin

#### Histoire
Muradin Barbe-de-bronze (Muradin Bronzebeard en anglais) est un nain originaire de Khaz Modan et frère du roi Magni Barbe-de-bronze. Il fait son apparition dans la campagne de Warcraft III: Reign of Chaos où il rencontre le prince Arthas alors que ce dernier explore Norfendre à la recherche de Mal'Ganis. Muradin est alors à la recherche d'une épée runique nommée Deuillegivre, son expédition ayant cependant été stoppée par la présence de nombreux morts-vivants dans la région. Avec l'aide d'Arthas, Muradin parvient à retrouver l'épée et à en tuer le gardien avant de découvrir que celle-ci est maudite. Arthas s'en empare néanmoins, provoquant la projection d'un éclat de glace sur Muradin. L'épée se révèle alors avoir été forgé par le Roi Liche, son influence maléfique terminant de corrompre l'âme d'Arthas qui laisse Muradin pour mort et abandonner ses hommes pour retourner à Lordaeron. Muradin apparaît cependant à nouveau dans l'extension Wrath of the Lich King de World of Warcraft, le joueur apprennant alors qu'il est en fait devenu amnésique et se fait appeler Yorg Foudrecœur.
Autres apparitions
Muradin apparaît également dans le jeu vidéo Heroes of the Storm où il incarne un personnage jouable combattant au corps à corps et pouvant utiliser son marteau pour assomer ou ralentir ses ennemis. Ses sorts les plus puissants lui permettent de se transformer en un avatar plus résistant ou d'assomer et de projeter en arrière un ennemi.

## Orcs

### Drek'Thar
Drek'Thar est un orc mâle de classe chaman. Emblème des origines chamaniques des orcs, Drek'Thar est le plus ancien chaman du clan Loup-de-Givre, ou en anglais : Frostwolf. C'est lui qui forma l'actuel chef de la Horde, Thrall, après son évasion de son camp d'internement, permettant ainsi à la Horde de renouer avec ses traditions ancestrales. Aveugle de naissance, Drek'Thar a pouvoir sur les éléments et sert désormais de maître aux jeunes chamans…
Il est aussi Général du clan Loup-de-givre dans la vallée d'Alterac, champ de bataille de World of Warcraft, et participa avec Thrall, Grom Hurlenfer et Orgrim Doomhammer à la libération de ses frères Orcs encore enfermés dans les camps humains.

### Durotan
Durotan est un guerrier orc. Il est l'ancien chef du clan Loup-de-givre et père de Thrall. Il était le meilleur ami d'Orgrim Doomhammer. C'est lui qui le prévint du pacte de Gul'dan avec les démons et l'existence du Conseil des Ombres. Ce qui lui valut d'être exilé avec son clan et d'être ensuite tué, lui et sa femme par les assassins de Gul'dan, laissant ainsi Thrall seul en pleine forêt. Durotar, le territoire des Orcs a été appelé ainsi en son honneur lors de la conquête de Kalimdor par la nouvelle Horde, dirigée par son jeune et puissant chef de guerre : Thrall. Durotan est également présent dans le film Warcraft : Le Commencement de Duncan Jones.

### Garrosh Hurlenfer
Garrosh Hurlenfer (en anglais : Hellscream) est le fils de Grom Hurlenfer. C'est un orc Mag'har. Il dirigeait le camp de Garadar à Nagrand en Outreterre, et il y peu dirigeait l'offensive Chanteguerre en Norfendre afin de combattre le Fléau. Depuis le retour d'Aile-de-Mort, Garrosh est chef de guerre de la Horde par intérim.
Garrosh était certainement très jeune quand son père Grom traversa la Porte des Ténèbres, et qu'il n'apprit la mort de celui-ci que par le biais de Thrall lorsque celui-ci apprit que des Orcs non corrompus vivaient encore en Outreterre et décida de les rejoindre afin d'entrer en contact avec eux. Garrosh vivait à Nagrand avec son peuple ainsi que Grand-mère Geyah, la grand-mère de Thrall. Avant l'arrivée de Thrall, Garrosh était un orc pessimiste, voire dépressif. Il savait que Geyah était malade, et qu'après sa mort il devrait diriger les Mag'har. Il avait honte des actes de son père, et craignait de reproduire les mêmes erreurs. Ce n'est que lorsque Thrall lui raconta que Grom s'était sacrifié pour sauver les orcs de la corruption démoniaque en tuant Mannoroth qu'il reprit confiance en lui.
Des mois plus tard, Garrosh voyagea jusqu'à Orgrimmar pour discuter du Fléau avec Thrall, le Haut Seigneur Saurcroc, Sylvanas Coursevent et le Grand Apothicaire Putrescin. Garrosh souhaitait une offensive massive sur Norfendre, tandis que Thrall, après avoir écouté les esprits et Saurcroc, préférait envoyer d'abord des éclaireurs et voir avec Jaina Portvaillant de ce que préparait l'Alliance à Norfendre. Frustré, Garrosh défia le chef de la Horde en combat singulier dans l'arène d'Orgrimmar. Le fils de Grom prenait l'avantage lorsque des nécropoles assiégèrent la capitale. Forcés de remettre à plus tard leur combat, les deux orcs, avec l'aide de Saurcroc et de Sylvanas, affrontèrent les innombrables abominations et Wyrms des glaces du Fléau. Une fois celles-ci vaincues, Thrall autorisa Garrosh à partir pour Norfendre.
Il est nommé Suzerain de l'Offensive Chanteguerre, la principale force de la Horde en Norfendre. Garrosh se trouve au Bastion Chanteguerre dans la Toundra Boréenne. Si le Garrosh de Nagrand était stoïque et apathique, celui de Norfendre ressemble de plus en plus à son père. Saurcroc, que Thrall a envoyé à Norfendre pour soutenir - et surveiller - le jeune Hurlenfer, se dispute souvent avec lui concernant les stratégies à mettre en œuvre. Il le met en garde contre ses tactiques sauvages, et a peur qu'il ne sombre dans la folie sanguinaire qui habitait la Horde jusqu'à la mort de Mannoroth.
Cela n'a pas empêché Garrosh de montrer une violence inouïe à Dalaran. Thrall vint accompagné de Garrosh pour répondre à un appel urgent de Rhonin, qui souhaitait unir la Horde et l'Alliance dans un combat contre Yogg Saron, Dieu très ancien tapis sous Ulduar. Mais le sommet fut désastreux, Varian Wrynn et Garrosh se combattirent devant l'assemblée, avant que Rhonin ne les sépare. L'impétuosité des deux protagonistes coupa court à toute tentative de négociation.
Avec le retour d'Aile-de-Mort, Garrosh est devenu le Chef de Guerre de la Horde par intérim pendant que Thrall cherche à sauver Azeroth pour que la planète n'éclate pas comme Draenor. À cause de son impulsivité et de son inexpérience, les relations entre les différents chefs de la Horde sont au plus mal.
Vol'jin a prophétisé sa mort, Sylvanas Coursevent le considère comme « un bouffon à tête d'Ogre ».
Le Marteau du Crépuscule massacrera une réunion de Druides Elfes de la Nuit et Taurens visant à assurer à la Horde des ressources dont elle a besoin mais dont Durotar est avare afin d'empêcher cela et de pousser la Horde à attaquer Orneval et affaiblir les deux camps. Cairne Sabot-de-sang pensera que ce sont des Orcs de Garrosh qui ont fait ce massacre, du fait que Garrosh n'est pas diplomate et préfère prendre par la force. Il demandera à combattre Garrosh pour le titre de Chef de Guerre de la Horde. Magatha Totem-Sinistre profitera de ce combat et empoisonnera la hache Hurlesang. À cause du poison, Cairne est tué par Garrosh, ce qui cause un schisme entre Orcs et Taurens. Pendant ce temps Magatha Totem-Sinistre profite de la mort du chef Tauren pour prendre possession des Pitons-du-Tonnerre. Baine Sabot-de-sang reprendra la capitale Tauren et remplacera son père au rang de chef.
À la mise à jour 5.4 de l'extension Mists of Pandaria, Garrosh est devenu un boss final du raid Siège d'Orgrimmar. Il s'est emparé du cœur du dieu très ancien Y'shaarj dont il absorbe la puissance mais malgré l'armée de kor'krons qu'il s'était construite, il sera vaincu et enchaîné puis emmené en Pandarie pour être jugé. Cependant il s'évadera et, avec un allié traitre au vol de Bronze, retournera en Draenor quelques années avant que les Orcs boivent le sang de Mannoroth afin de les unir sous le nom de la Horde de fer et envahir Azeroth, ce qui sera le début de l'extension Warlords of Draenor.

### Grom Hurlenfer
Grom Hurlenfer est un chef de guerre de la Horde. Malgré sa mort il est toujours tenu en très grande estime par l’ensemble de son peuple, Grom ayant en effet libéré celui-ci à tout jamais de l’influence du démon du pacte de sang.
En tant que chef du clan Chanteguerre, Grommash Hurlenfer était un des Orcs les plus puissants de Draenor. C’était un maître-lames exceptionnel, et d’une brutalité inouïe. Déjà animé d’une soif de bataille exceptionnelle, celle-ci décupla chez Grom après que le pacte fut passé entre Ner’zhul et l’archidémon Kil’jaeden. Il participa à la Première Guerre sous les ordres de Gul’dan mais se retrouva ensuite bloqué en Azeroth après la destruction du portail menant à son monde, Draenor. Aussi, il rejoint Thrall lorsque celui-ci décide de libérer son peuple, alors retenu dans des camps d’internement par les humains.
Il suivra également Thrall après que celui-ci aura vu Medivh en songe, lui indiquant de se diriger vers Kalimdor.
Là bas, il tomba de nouveau sous l’influence de la légion Ardente en buvant le sang de Mannoroth, seule solution pour vaincre le demi dieu elfe Cenarius. Il fut alors sauvé de justesse grâce au secours de Thrall et de l’Archimage humaine Jaina Portvaillant.
Finalement, il se sacrifia lors d’un combat singulier (que l’on peut voir dans la cinématique de fin de campagne des Orcs dans Warcraft III) contre Mannoroth, dans lequel le démon et lui trouvèrent la mort.
Il a un fils, Garrosh, qui a dirigé l’offensive Chanteguerre dans sa lutte contre le Roi Liche en Norfendre. Selon Saurcroc, Garrosh a hérité de la violence et de la témérité de son père… Garrosh fut le chef de la Horde lors de l’extension Cataclysm jusqu’à la fin de l'extension Mists of Pandaria où il est emprisonné pour les crimes qu'il a perpétrés sur l’île des Pandarens.

### Gul'dan
Imaginé par Chris Metzen, il fait sa première apparition en 1995 dans Warcraft II: Tides of Darkness dans lequel il incarne un demoniste Orcs formé à l'art de la sorcellerie par le démon Kil'jaeden et cherchant à retrouver le tombeau de Sargeras qui lui permettrait d'obtenir une puissance inimaginable. Il participe à l'invasion de Lordaeron durant la Deuxième Guerre au côté du chef orc Orgrim Doomhammer mais précipite la défaite de celui-ci lorsqu'il abandonne la horde pendant le siège de Dalaran pour partir à la recherche du tombeau de Sargeras. Gul'dan trouve finalement la mort en tentant de pénétrer le tombeau.
Bien qu'ayant trouvé la mort durant les événements de Warcraft II: Tides of Darkness, le nom de Gul'dan est cité dans la campagne de Warcraft III: Reign of Chaos, ses restes ayant en effet servis à élaborer un puissant artefact appelé Crâne de Gul'dan.
Ascension d'un chef démoniaque
Originaire de Draenor, Gul'dan était l'un des plus puissants chef orc (le clan Stormreaver), et l'élève du chaman Ner'zhul. Avide de pouvoir, il se détourna peu à peu de son maître devenu méfiant vis-à-vis de Kil'jaeden et ne tarda pas à gagner les faveurs du Seigneur Démoniaque en reforgeant le pacte des Orcs aux démons, condamnant ainsi les siens à la corruption démoniaque. Il crée par la suite le très secret Conseil des Ombres réunissant quelques grands chefs orcs (ou alliés, comme le chef ogre Cho'Gall) à sa solde, où il leur enseigna la Magie Noire et donnait les directives à suivre pour la Horde.
L'invasion d'Azeroth
Après le massacre des Draeneï, les différents clans orcs, souillés par la corruption démoniaque et avides de massacres, commençaient à se battre entre eux. C'est alors que Medivh, le gardien de Tirsifal envahi par l'esprit de Sargeras, entra en communication mentale avec Gul'dan afin d'ouvrir une porte dimensionnelle entre Azeroth et Draenor. Impressionné par la puissance du magicien et motivé à l'idée d'affronter de nouveaux ennemis, Gul'dan accepta le pacte et envoya la Horde des Orcs à la conquête d'Azeroth par la Porte des Ténèbres ouverte par Medivh : c'est le début de la Première Guerre…
Rapidement, les Orcs prirent possession du Royaume d'Azeroth, et l'invasion menée par un chef de guerre à la solde de Gul'dan, Blackhand, semblait se dérouler comme prévu. Mais la mort de Medivh, tué par son ancien apprenti Khadgar et le seigneur Anduin Lothar, et avec qui Gul'dan avait lié un pacte, le plongea dans un état de léthargie. À son réveil, Gul'dan avait perdu le contrôle de la Horde : le chef de guerre Blackhand fut assassiné par Orgrim Doomhammer, chef charismatique du clan Blackrock. Non soumis aux volontés de Gul'dan, il apprit l'existence du Conseil des Ombres par l'intermédiaire de Garona, et le démantela…
L'Œil de Sargeras et mort de Gul'dan
Ayant appris l'emplacement de la Tombe de Sargeras par l'intermédiaire de Medivh, Gul'dan ne tarda pas à trahir Orgrim Doomhammer - alors que l'Alliance était sur le point de tomber - et à réunir une poignée d'Orcs (dont la plupart périront et erreront comme fantômes) dans le but de s'approprier l'Œil de Sargeras, une puissante relique permettant à son détenteur d'obtenir un pouvoir absolu. Avide de pouvoir au mépris du danger, Gul'dan fut finalement vaincu par les gardiens de la Tombe, agents de la Légion Ardente, au terme d'horribles souffrances…
Après sa mort, la Légion se servit des restes de Gul'dan pour en créer une relique, le Crâne de Gul'dan, qui servit notamment à corrompre la forêt elfique de Gangrebois lors de la Troisième Guerre. Illidan Stormrage finit par trouver et détruire l'artefact pour s'en approprier les immenses pouvoirs démoniaques…

### Ner'zhul
Imaginé par Chris Metzen, il fait sa première apparition en 1996 dans Warcraft II: Beyond the Dark Portal dans lequel il incarne un chaman orc cherchant à unifier la horde et à rouvrir le portail entre les mondes de Draenor et d'Azeroth pour repartir à la conquête de celui-ci. À la fin des évènements de la Deuxième Guerre, Ner'zhul est vaincu par l'alliance des Humains, des Hauts-Elfes et des Nains mais il refait son apparition dans Warcraft III: Reign of Chaos puis dans Warcraft III: The Frozen Throne sous la forme du Roi Liche.
Ner'zhul apparaît également dans plusieurs romans basé sur l'univers de Warcraft comme World of Warcraft: Beyond the Dark Portal ou Arthas : L'ascension du roi-liche écrit par Christie Golden et Aaron Rosenberg et publiés respectivement en 2008 et 2009,.

#### Histoire
Il est le chaman le plus puissant d'avant le premier conflit entre les humains et les Orcs. Il est notamment le mentor de Gul'dan.
Il fut approché par Kil'Jaeden, numéro 2 de la légion ardente, qui lui est apparu sous la forme de sa femme décédée, Rul'Kan. Les chamans orcs étant attentifs aux considérations des esprits d'orcs morts, il écouta le discours de celui qu'il pensait être l'esprit de sa femme. C'est ainsi que Kil'Jaeden trompa Ner'Zhul en lui faisant croire que les draenais étaient sur l'offensive contre les orcs.
Ner'Zhul fonda donc la Horde, un rassemblement des clans orcs de Draenor, afin de venir à bout de la menace présentée par les draenais. Mais quelque chose n'était pas normal. Pourquoi les draenais, pourtant résolument pacifiques, voudrait la guerre contre les orcs ? Et pourquoi, après qu'il a suivi leurs conseils, les esprits orcs de Draenor refusent de lui répondre ?
En quête de vérité, Ner'Zhul voyagea à Oshu'gun afin de communier avec les esprits de ses ancêtres. Et c'est ici qu'il se rendit compte de la supercherie de Kil'Jaeden. Mais il était trop tard.
Gul'Dan, apprenti de Ner'Zhul, savait également que le vieux chaman était manipulé. À la différence de Ner'Zhul, horrifié des actes commis par la horde à cause de cette tromperie, Gul'Dan n'y voyait aucun problème. Gul'Dan a donc été voir Kil'Jaeden, et lui a fait comprendre que si Ner'Zhul avait été trompé, Gul'dan n'avait pas besoin de mensonges pour collaborer avec Kil'Jaeden. Son seul but étant le pouvoir, Gul'Dan pris la place de Ner'Zhul et le vieux chaman fut relégué au rang de serviteur, condamné à voir impuissant les horreurs que Gul'Dan et Kil'Jaeden lâchent sur Draenor et la Horde.
On entend à nouveau parler de lui après la fin de la Deuxième Guerre, lorsque la Horde lance une contre-attaque désespérée pour prendre divers artefacts sur le monde d'Azeroth dans le but d'ouvrir plusieurs portails (comme celui créé par Medivh, contrôlé alors par Sargeras, qui relie Draenor et Azeroth).
L'Alliance lance une contre-offensive, faisant passer ses troupes (menées par l'archimage Khadgar, Alleria Coursevent et d'autres héros… Dont Turalyon, le mari d'Alleria dans le bastion de l'Honneur dans World of Warcraft on peut voir se promener Arator le Rédempteur qui dit être leur fils) par la porte des ténèbres et est sur le point de vaincre définitivement les Orcs quand Ner'zhul utilise les artefacts pour ouvrir plusieurs portes. Il passe par la plus grande, suivi par ses fidèles, alors que le monde de Draenor, rendu instable par l'ouverture de ces portes, se désintègre et que Khadgar et ses troupes se sacrifient pour éviter qu'Azeroth ne soit aussi détruite.
Mais l'histoire de Ner'zhul ne s'arrête pas là. Il est « récupéré » par Kil'jaeden qui le torture pendant des moments qui parurent durer des siècles à Ner'zhul. À la fin, il ne reste plus rien de son corps. Mais même une âme peut être encore torturée. Kil'jaeden propose alors à Ner'zhul de se racheter de l'échec de la Horde à vaincre toute résistance sur Azeroth.
Son âme est transférée dans ce qui deviendra le Trône de Glace, au sommet de la Couronne de glace en Norfendre. Il devient alors le Roi Liche. Il lui est donné comme mission de créer une peste mort-vivante pour éliminer toute trace de vie et ainsi faciliter le travail de la Légion Ardente, qui prévoyait déjà de revenir en Azeroth et la détruire.
Assisté par Kel'Thuzad, un ancien Archimage du Kirin Tor, Ner'zhul fait quelques tests sur les colonies humaines installées en Norfendre. Encouragé par ses succès, il se prépare à lancer une invasion à grande échelle… Et aussi, peut-être reprendre sa liberté…
Il repère alors un champion qui pourrait lui servir. Le jeune prince Arthas, fils du Roi Terenas Menethil, un paladin serviteur du bien et de la Lumière. Le prince est justement envoyé en mission combattre le Fléau, bien décidé à réduire à néant les hordes de morts-vivants. Il poursuit Mal'Ganis qu'il pense être l'instigateur du Fléau et atteint le Norfendre. Là, il rencontre Muradin Barbe-de-Bronze, le frère du Roi nain Magni Barbe-de-Bronze qui lui parle d'une épée runique : Frostmourne qui posséderait le pouvoir de détruire Mal'Ganis. Il fait voler en éclats l'immense bloc de glace qui retenait l'épée. Muradin est heurté par un fragment de glace et est assommé. Arthas récupère l'épée et s'en va… Ce qu'Arthas ignore c'est que l'épée a été forgée et maudite par le Roi Liche. Ner'zhul manipule Arthas et lui fait entamer une lente descente aux enfers, l'éloignant de la Lumière pour l'Ombre. Ner'zhul en fait son premier chevalier de la mort, un puissant mort-vivant intelligent, fort, agile… meilleur en tous points que tout autre être vivant. Ner'zhul, à l'aide d'Arthas, conquit le Nord des Royaumes de l'Est, faisant tomber le royaume de Lordaeron en obligeant Arthas à assassiner son père. Lorsque Illidan sur ordre de Kil'jaeden, considérant Ner'zhul comme un danger pour la Légion Ardente, attaque le Trône de Glace, Ner'zhul fait appel à Arthas pour le défendre. À la suite d'un combat épique entre le démon et le chevalier de la mort, le fléau triomphe à nouveau. Et lorsqu'Arthas brise la prison de glace et sied la couronne de Ner'zhul, leurs deux esprits fusionnent. Ner'zhul fera perdre toute son humanité à Arthas, qui le détruira et dira qu'il est le seul Roi Liche. Il règne dès lors au sommet du trône supervisant l'invasion du monde mais, pour son propre compte et non plus pour celui de la Légion Ardente.

### Orgrim Doomhammer
Imaginé par Chris Metzen, il fait sa première apparition en 1995 dans Warcraft II: Tides of Darkness dans lequel il est à la tête de la Horde des Orcs après avoir assassiné le chef orc Blackhand. Il mène l'invasion du royaume de Lordaeron durant la Deuxième Guerre mais est défait aux portes de Dalaran à la suite de la désertion de Gul’dan. Il disparaît ensuite de la circulation mais refait surface dans le roman Warcraft : le Chef de la rébellion dans lequel il désigne Thrall comme son successeur avant de trouver la mort lors des combats visant à libérer les orcs maintenus en captivité par l'Alliance.
Prise de pouvoir et dissolution du Conseil des Ombres
Par son ami Durotan (le père de Thrall), Orgrim Doomhammer fut prévenu du pacte de Gul'dan avec les démons et de l’existence du Conseil des Ombres. Lorsque Gul’dan fut affaibli par la mort de Medivh pendant la première guerre, Orgrim en profita pour assassiner le pantin de Gul’dan, Blackhand, et prendre sa place en tant que Chef de Guerre de la Horde. Ainsi, il mena l’assaut final contre Stormwind Keep et après avoir torturé Garona, il put exterminer le Conseil des Ombres, qui régissait secrètement la Horde depuis des années.
La trahison de Gul'dan et la mort d'Orgrim
Mais la trahison de Gul'dan lui fit perdre la Seconde Guerre, et il fut capturé à la bataille de Blackrock Spire. Tandis que ses troupes furent conduites dans les camps d’internement, lui fut emprisonné sous Lordaeron dans Fossoyeuse qui servait de cryptes royales ainsi que de prison mais à la suite d'un relâchement de la garde censée surveiller Orgrim, il s'échappa et fut de nouveau capturé. Mais il parvint à s'évader et vécut pendant un temps en ermite, afin de se faire oublier des troupes humaines qui étaient alors à sa recherche. Rejoint par Thrall et Grom Hellscream, il libéra nombre de ses frères des camps, et tomba au combat lors de la libération du dernier camp. Avant de mourir, il nomma Thrall Chef de Guerre et il lui céda son marteau et son armure légendaire.
Hommage
Orgrimmar, la capitale des Orcs fondée sur Kalimdor a été nommée en son honneur.
Anecdote
Initialement, le nom de ce personnage était orthographié Ogrim Doomhammer, et la ville lui faisant hommage se nommait Ogrimmar. Blizzard Entertainment a ensuite décidé de modifier quelque peu la graphie du nom. Néanmoins, cet ancien nom a laissé des traces, par exemple une enseigne lumineuse lors d’un salon organisé en Corée du Sud indiquait encore Ogrimmar alors qu’à cette date le renommage en Orgrimmar était bel et bien effectif.

## Ogres

### Cho'Gall
Cho'Gall est un Ogre de classe Ogremagie. Il était le chef du clan Marteau du Crépuscule. Durant le règne de la Horde sur Draenor, il fut un puissant chef ogre très respecté par les Orcs. Mais, lorsque Gul'dan créa le très secret Conseil des Ombres, Cho'Gall le rejoignit et apprit avec lui la magie noire. Il devint ainsi le premier Ogremagie.
Malheureusement pour Cho'Gall, le règne de Gul'dan et du Conseil des Ombres prit fin avec la mort de Medivh, conduisant à l'affaiblissement de Gul'dan et l'assassinat du chef de guerre Blackhand par Orgrim Doomhammer, puissant chef Orc qui prit le commandement de la Horde. Apprenant l'existence du Conseil des Ombres après avoir torturé Garona, il fit assassiner tous les chefs membres, dans lesquels se trouvait Cho'Gall… Cho'Gall est encore vivant car il réapparait avec Garona dans le tome 7 de la série BD : World of Warcraft.
Cho'Gall apparait dans Warcraft II lors de la quête de la tombe de Sargeras par Gul'dan.
Cho'Gall réapparait en tant que chef du clan marteau du crépuscule et boss final du raid:Le bastion du crépuscule dans l'expansion Cataclysme de World of Warcraft.

### Dentarg
Dentarg est un Ogremagi servant le shaman Ner'Zhul. Il fait son apparition dans la campagne de Warcraft II: Beyond the Dark Portal où il dirige le clan Ombrelune et est chargé par Ner'Zhul de rallier les différents clans Orcs de Draenor et de veiller à ce que ces derniers ne s'opposent pas à la volonté de son maitre.

## Taurens

### Baine Sabot-de-sang
Baine est le fils de Cairne Sabot-de-sang. Cairne, convaincu qu'un massacre de druides dans la forêt d'Orneval était le fait de Garrosh Hurlenfer (alors qu'il s'agissait en réalité d'Orcs du Marteau du Crépuscule), défia le chef de guerre par intérim dans un duel à mort. Magatha Sombre-Totem, la matriarche d'un clan de Taurens opposé à Cairne, empoisonna à son insu l'arme de Garrosh, qui parvint à blesser Cairne, et à le tuer une fois affaibli par la toxine. Magatha profita alors de la confusion pour prendre d'assaut la capitale taurène, les Pitons-du-Tonnerre. Baine parvint de justesse à s'échapper et trouva refuge à Theramore, auprès de Jaina Portvaillant. Il y rencontra le jeune prince de Hurlevent, Anduin Wrynn, venu en visite, avec qui il se liera d'amitié. Anduin lui offre un marteau de guerre forgé par le roi des Nains, Magni Barbe-de-Bronze, et Baine reprend sa capitale et bannit Magatha et tous les Sombre-Totems. Malgré la rancœur des Taurens envers Garrosh, Baine a décidé de maintenir les Taurens au sein de la Horde.

### Cairne Sabot-de-sang
Cairne Sabot-de-sang (en anglais : Cairne Bloodhoof) est un Tauren de classe Chef Tauren. Il est chef du clan Sabot-de-sang vivant à l'Est de Kalimdor, Cairne est un personnage doté d'une force extraordinaire, mais néanmoins pacifique, sage, et respectueux vis-à-vis de la nature. Cela ne l'empêche toutefois pas de prendre les armes dès qu'il s'agit de défendre son peuple, plus particulièrement contre les Centaures décimant le peuple Tauren. C'est d'ailleurs dans ce contexte de menace Centaure que Cairne va rencontrer par hasard Thrall et ses Orcs, qui accepteront d'aider les Taurens, en contrepartie Cairne aidera Thrall lors de son périple sur Kalimdor à rejoindre l'Oracle malgré la présence d'une expédition humaine menée par Jaina Portvaillant, ainsi qu'à la libération de son compagnon Grom Hurlenfer de la corruption démoniaque. Depuis, une amitié indéfectible lie le chef Tauren au chaman Orc.
Après la Troisième Guerre, Cairne et les Taurens partirent en Mulgore et fondèrent Les Pitons du Tonnerre, où ils recherchent une vie paisible et tranquille. Mais, harcelés une nouvelle fois par les Centaures, Cairne verra son fils Baine enlevé par ces derniers, le démoralisant. Heureusement, Rexxar et Rokhan envoyés par Thrall, le libéreront et le ramèneront à son père.
Avec l'histoire de l'extension de World of Warcraft : Cataclysm, Cairne fut tué par Garrosh Hurlenfer lors d'un duel à mort durant une Mag'Kora (duel traditionnel de la Horde), alors que Thrall était parti chercher des solutions en Outreterre, avec sa grand-mère Geyah. La chef de la tribu des Totem-Sinistres Magatha avait empoisonné la légendaire hache Hurlesang afin d'accomplir son plan : reconquérir dans un bain de sang les Pitons du tonnerre ainsi que les alentours de Mulgore. Baine règne désormais sur tous les Taurens après avoir détrôné Magatha.

## Trolls

### Sen'jin
Sen'jin est le père et le prédécesseur de Vol'jin, chef de la tribu troll Sombrelance.
Avant l’arrivée des orcs, les darkspear, sous la conduite de Sen’jin, vivaient paisiblement dans la vallée de Strangleronce. Malheureusement, une troupe d’humains venue de Kul Tiras délogea les trolls et les força à fuir dans les terres. De plus, au même moment, les murlocs redevinrent hostile sous l’impulsion des nagas et attaquèrent les Darkspear. Tout semblait perdu pour les trolls quand Sen’jin eut une vision : elle lui montrait la venue d’un jeune chef orc qui sauverait son peuple.
Thrall arriva donc comme prévu mais cela ne fut pas vraiment fait exprès. En effet, il fut obligé d’accoster en Strangleronce après avoir subi de nombreuses avaries dues au Maelstrom. Il gagna la confiance des trolls et les aida à se débarrasser des humains et des murlocs. Mais ceux-ci n’avaient pas dit leur dernier mot et, aidés par une sorcière naga, ils lancèrent une ultime attaque sur les orcs et les trolls. Ils furent capturés mais Thrall réussit à s’échapper et à emmener avec lui la plupart des troupes.
Cependant, Sen’jin fut emmené ailleurs et Thrall ne put le sauver. Son dernier souhait fut que Thrall sauve son peuple. Ce fut donc fait et les darkspear rejoignirent les orcs en Durotar où ils construisirent un village nommé le village de Sen’jin. Pendant ce temps-là, les murlocs détruisirent totalement l’ancienne capitale darkspear en Strangleronce et seuls des vestiges ainsi qu’une tombe à l’honneur de Sen’jin restent, immergés à jamais.

### Vol'jin
Vol’jin, seigneur des Trolls, fils et successeur de Sen'jin, est un puissant chasseur des ombres et l’un des trolls les plus rusés. Son père, Sen’jin, est mort au combat en tâchant d’aider Thrall et la Horde. Vol’jin dirige à présent le clan Sombrelance. Ses habiles stratagèmes et son esprit vif ont servi Thrall à maintes reprises. Il passait le plus clair de son temps dans la cité d’Orgrimmar, délibérant avec Thrall et contribuant à accroître la tranquillité de la Horde et son influence sur Kalimdor jusqu'à la reprise des îles de l'Écho et la nomination de Garrosh Hurlenfer au rang de Chef de Guerre de la Horde par intérim. Quelque temps après, il devient le nouveau Chef de Guerre de la Horde après avoir battu et mis en prison Garrosh Hurlenfer à l'aide de L'Alliance et des Rebelles Hordeux.

### Zul'jin
Zul'jin était un Troll des forêts, un Seigneur des Trolls, un grand leader parmi les Trolls des forêts. Il était sans égal au lancer de haches. Il faisait partie de la tribu des Amanis vivant à Zul'Aman, où il réside toujours aujourd'hui. Les trolls étaient en conflit perpétuel contre les Haut-elfes de Quel'Thalas, lorsque la deuxième guerre éclata, cependant, les deux camps sentirent le danger et décidèrent de chercher de l'aide.
Les Haut-Elfes rejoignirent l'Alliance et Zul'jin conclut un pacte avec Orgrim Doomhammer, après que ce dernier l'eut libéré à la suite d'une embuscade menée par les haut-elfes. À cette époque, Zul'jin était le chef d'un rassemblement de tribu trolls dont les Amanis, les Ecorchemousses, les Vengebroches, les Vilebranches et les Fanécorces. Ces tribus combattirent aux côtés de la Horde.
Par contre, après la deuxième guerre, Zul'jin disparut et laissa les tribus sans savoir quoi faire. Chacune abandonna les orcs (excepté les Vengebroches, toujours aux côtés de la horde) et rentra dans son territoire, mais de multiples conflits éclatèrent. Aujourd'hui encore, toutes ces tribus sont dispersées et ont brisé leurs alliances mais elles restent néanmoins en admiration devant Zul'jin et toutes lui vouent un culte.
Mais après l'ouverture de la Porte des Ténèbres, tandis que L'Alliance et La Horde se rendirent en Outreterre, Zul'jin réunit les Trolls de Quel'Thalas, et prit le contrôle des dieux animaux de Zul'Aman.
Naissant les Trolls Amani, qui utilisèrent les pouvoirs du dieu Ours, Lynx, Faucon-Dragon, et Aigle pour se venger, accompagné du Seigneur des maléfices Malacrass, Zul'Jin désirait une vengeance contre la Horde et L'Alliance.
Après, la mort de Zul'Jin, on n'entendit plus parler de Zul'Aman.

### Gadrin
Gadrin est un troll mâle, affilié à la Horde. Il est un conseiller fort écouté par Vol'jin. Aidé par Zalazanne, un jeune sorcier docteur, Gadrin s'occupait de la formation des prêtres et mages Sombrelance, mais Zalazanne est devenu fou et a jeté un sort sur les îles de l'Écho, avant de chasser Gadrin. Gadrin a cherche à arrêter Zalazanne jusqu'à la mort de celui-ci au début de l'extension World of Warcraft: Cataclysm.

## Draeneï

### Akama
Akama, chef et prophète des Draeneï exilés d'Argus, dirigeait son peuple avec sagesse. Depuis le temple de Karabor, il guidait les Draeneï en des temps troublés.
Les Draeneï, anciens Eredars qui refusèrent la corruption de la Légion Ardente, fuirent la colère de leur propre peuple et s'installèrent sur un monde qu'ils baptisèrent Draenor. Sur place, ils découvrirent la race des Orcs, un peuple paisible qui vivait selon d'antiques traditions chamaniques, et cohabitèrent pacifiquement avec eux. Cependant la Légion Ardente retrouva les Draeneï, et corrompit les Orcs à l'aide de Ner'zhul et Gul'dan, deux chamans rénégats. Les Orcs, transformés en furies sanguinaires, massacrèrent sans merci le peuple draeneï. Les rares survivants, dont Akama, éprouvés par les épreuves et la magie noire des Orcs, devinrent en grande partie des Roués, des Draeneï sous-évolués, voûtés et au visage sauvage, ayant perdu leur lien avec la Lumière. Ils se dispersèrent en petites tribus sur Draenor, tentant de survivre aux Orcs, qui se tournaient quant à eux vers la Porte des Ténèbres et l'invasion d'Azeroth. Les Draeneï subirent de plein fouet l'éclatement de Draenor sous l'influence de la magie corruptrice de Gul'dan, mais continuèrent malgré tout de survivre dans de petites tribus éparses.
Akama guida une partie de son peuple dans un petit village de Draenor, où ils résistaient tant bien que mal aux assauts des Orcs corrompus. Rencontrant Illidan et ses suivants, Vashj et Kael'thas, il se mit à son service, croyant en ses promesses de débarrasser Draenor de la corruption de la Légion Ardente. Les Draeneï Roués, capables de se fondre dans les ombres, furent un élément important de la victoire d'Illidan sur Magthéridon, le représentant et gouverneur de la Légion sur Draenor, au Temple Noir (ancien Temple de Karabor, lieu saint des Draeneï). Illidan reçut alors l'allégeance d'Akama et de son peuple, les Roués Cendrelangue.
Cependant, Illidan commença à sombrer dans la folie, et Akama réalisé qu'Illidan n'était qu'un nouveau seigneur démoniaque remplaçant l'ancien. Ni Vashj, fidèle extatique, ni Kael'thas, frayant plus intimement avec la Légion, ne songèrent à l'arrêter pour sauver Draenor de son influence néfaste. Akama, nommé gardien de Maiev Chantelombre, la pire ennemie et ancienne geôlière d'Illidan, commença à comploter pour renverser Illidan. Avec l'aide de la Horde et de l'Alliance, Akama libéra Maiev et, ensemble, ils défirent Illidan au Temple Noir.

### Garona Halforcen
Garona est une métisse orc/draeneï, d'où son nom qui signifie demi-orc (half/orc). Elle est une princesse Orc qui fut envoyée vers Medivh pour tenter de négocier une paix avec les Humains lors de l'arrivée des Orcs sur Azeroth. Personnalité ambigüe, elle agissait au nom de la Horde, en témoigne la mort du roi Llane de Stormwind de sa main lors de son siège par les Orcs (elle était cependant corrompu par Gul'Dan), mais participa également à la mort de Medivh, accompagnée de Khadgar et Anduin Lothar.
Œuvrant à la solde de Gul'dan et membre du Conseil des Ombres, elle fut torturée par Orgrim Doomhammer qui venait de prendre le contrôle de la Horde et souhaitait lui soutirer des informations. Il apprit ainsi l'existence du Conseil et en décima tous les chefs, Gul'dan excepté...

### Velen
Velen est le meneur des Draeneï et se trouve actuellement à l'intérieur de l'Exodar. Il possède le don de percer le voile de l’avenir et est très proche de la Lumière qui le guide. Il est le père de Rakeesh et le conjoint de Nuura qu'il a du abandonner sur Argus lors de sa fuite avec les Naaru.
Sargeras, le Titan corrompu, voulait faire une offre aux Érédars. Il contacta alors trois de leurs chefs les plus éminents : Kil'jaeden, Archimonde et Velen. En échange de leur loyauté, Il leur offrait une puissance incommensurable et un savoir infini. L'offre était très tentante, mais Velen eut une vision de l'avenir qui l'emplit de terreur. Sargeras avait dit la vérité : les Érédars qui rejoindraient le Titan noir gagneraient bien ce qui leur avait été promis. Mais ils seraient transformés en démons.
Velen vit la Légion dans toute son épouvantable puissance, ainsi que la destruction qu'elle infligerait à toute la création. Il se hâta d'avertir Kil'jaeden et Archimonde, mais ces derniers, séduits par les promesses de Sargeras, ignorèrent ses avertissements. Ils lui offrirent leur allégeance et furent transformés en entités colossales, porteuses d'un mal infini.
Sargeras était bien trop puissant pour que l'on s'oppose directement à lui. Velen faillit désespérer, mais ses prières furent entendues et une entité lui apparut. Elle lui expliqua qu'elle était un Naaru, un être d'énergie intelligent, appartenant à un peuple décidé à mettre un terme à la Légion Ardente. Le Naaru proposa à Velen de le mettre à l'abri, lui et les autres Érédars qui partageaient ses vues.
Profondément soulagé par cette aide précieuse, Velen réunit alors les Érédars qui avaient refusé de rejoindre Sargeras. Ces nouveaux renégats prirent le nom de draeneï, « les exilés » dans la langue érédûn. Pourchassés par la Légion ardente, ils parvinrent d'extrême justesse à fuir Argus. Kil'jaeden, furieux contre Velen qu'il considérait comme un traître, jura de le poursuivre, lui et les autres Draeneï, jusqu'aux confins du cosmos.

## Érédars

### Archimonde
Archimonde « le Profanateur » était l’un des trois dirigeants des Érédars de la planète Argus, avec Kil’jaeden et Velen. Lors de l'arrivée du Titan noir Sargeras sur Argus, il fut corrompu au même titre que Kil’jaeden et que de la majorité de la population des Érédars. Velen, opposé à Sargeras, s’enfuit sur Draenor, le monde d’origine des Orcs, où il renomma ceux qui l'avaient accompagné dans son périple Draeneï (« Exilé » en langue Eredun). Fous de rage à cause de cet acte de trahison, Archimonde et Kil’jaeden décidèrent de traquer les Draeneï jusqu’aux confins de l’univers Sargeras, chef de la terrifiante Légion Ardente nomma alors deux dirigeants pour ses armées, Kil'jaeden et Archimonde.
Sentant les énergies du Puits d’éternité des Elfes de la nuit, l’armée démoniaque se mit alors en route pour le monde d'Azeroth afin de faire leurs ces énergies et de dominer ce nouveau monde… Ils traversèrent le grand néant distordu et arrivèrent petit à petit sur Azeroth en semant la terreur et la destruction. Ces événements sont connus sous le nom de la Guerre des Anciens.
Aidés par certains peuples de Kalimdor ainsi que par les cinq Aspects et leurs vols, les elfes de la nuits réussirent à refermer le passage avant que le Titan noir et ses généraux posent le pied sur Azeroth. La fermeture du portail entraina la séparation des quatre continents (Kalimdor, les Royaumes de l'Est, le Norfendre et la Pandarie) ainsi que des îles (Zandalar et Kul'Tiras) et l'apparition du Maelstörm.
10 000 ans plus tard, Archimonde réussi à revenir en Azeroth avec l'aide d'Arthas et de Kel'Thuzad. À peine arrivé sur ce monde, il détruisit la cité des mages de Dalaran dans les Royaumes de l'Est où la liche et le jeune chevalier de la mort l'avaient fait revenir. Il se tourna ensuite vers Kalimdor où il envoya son avant-garde commandée par un de ses généraux, le seigneur des abîmes Mannoroth le Destructeur.
Archimonde fut vaincu par l’alliance des peuples majeurs de Warcraft : les Humains menés par Jaina Proudmore(et leurs alliés nains et Hauts-elfes), les Orcs menés par le prophète Thrall, les Taurens sous la conduite de Cairne Sabot Sanglant, les Trolls Sombrelances et les Elfes de la nuit menés par Malfurion Stormrage et Tyrande Whisperwind. Alors qu'Archimonde escaladait l'Arbre Monde, Malfurion invoqua la puissance de la nature au travers des multiples feux follets du mont Hyjal qui dans une gigantesque explosion détruisirent le maître de la Légion Ardente ainsi que l'Arbre Monde, faisant perdre ainsi leur immortalité aux Elfes de la Nuit.

### Kil'jaeden
Kil’jaeden « le Trompeur » est un puissant Seigneur Démoniaque originaire du monde d’Argus puis du Néant Distordu.
Avant l'avènement de la Légion Ardente
Kil’jaeden fut l’un des dirigeants des Érédars avec Archimonde et Velen sur la planète Argus. Les Érédars étaient dotés d’un talent incroyable pour la magie arcanique, et Sargeras désira leur pouvoir au sein de la Légion Ardente, son armée démoniaque, leur proposant en retour la vie éternelle et une puissance plus grande encore. Kil’jaeden et Archimonde acceptèrent l’offre, mais Velen refusa et s’échappa d’Argus avec ses disciples.
Serviteur de Sargeras
Kil’jaeden fut choisi par Sargeras comme l’un de ses meilleurs et l’un de ses plus doués serviteurs, et fut connu sous le nom de Kil’jaeden le Trompeur. Il était un des deux champions choisis pour mener la Légion Ardente. Kil’jaeden a été spécifiquement chargé de convertir les ennemis de Sargeras. Il a commencé en asservissant la race des Seigneurs de l’Effroi ou Nathrezims, vampires et place Tichondrius « le Sombre » aux commandes de ses frères Nathrezims.
Démon aussi astucieux que sanguinaire, Kil’jaeden sacrifie des vies seulement pour effectuer les plans de son maître en détruisant l’ordre dans le Néant Distordu et s’est toujours montré digne de son titre dans toute circonstance. Kil’jaeden est le plus grand guerrier des Érédars.
Pour compléter les forces militaires de son homologue, Archimonde, Kil’jaeden et ses démons asservirent de nombreuses races et détruisirent un nombre considérable de mondes. Cependant, le monde dans lequel ils trouvèrent un problème potentiel fut Azeroth. La race alors dominante en Azeroth était les Elfes de la Nuit qui avaient reçu un cadeau, le Puits d’Éternité, concentration d’énergies magiques qu’ils commencèrent à contrôler. Un groupe d’Elfes de la Nuit, appelés les Bien-Nés, furent si fascinés par l’étude de la magie qu’ils avaient en réalité commencé à l’adorer et ils prirent contact avec la Légion. Les considérant comme une excellente occasion de scinder un autre monde, Archimonde et ses armées envahirent Azeroth avec l’aide des Bien-Nés, mais furent ralentis par les Elfes de la nuit. La bataille s’ensuivant a en fin de compte détruit le Puits, qui était à ce moment le seul moyen à la Légion d’entrer en Azeroth. Ne voulant laisser les arrogants Elfes de la nuit échapper à son audace, Archimonde réfléchit à n’importe quelle façon possible de retourner en Azeroth pour donner une leçon aux habitants. Ce n’est que dix milliers d’années plus tard, alors que les Humains commençaient à pratiquer la magie négligemment, que l’on a accordé de nouveau le passage à quelques faibles démons dans le monde, mais ce n’était nullement suffisant pour inquiéter les habitants d’Azeroth.
Asservissement des Orcs
La réponse de Kil’jaeden vint quand il arriva sur le monde paisible de Draenor. Là, il découvrit les Orcs, race de guerrier paisible, dont l’histoire était empreinte de chamanisme. Bien que les Orcs soient naturellement paisibles, Kil’jaeden fut témoin de leur adresse dans les batailles sauvages en temps de guerre et s’est rendu compte que, habilement reconduits par ses soins, ils pourraient devenir une des races les plus vicieuses et impitoyables qu’il ait jamais rencontrées. Il eut cependant une autre surprise sur Draenor : Velen et ses disciples - maintenant appelés eux-mêmes les Draeneï - s’étaient installés sur la planète après leur exode d’Argus. Kil’jaeden les considéra comme des traîtres et s’étant rendu compte que s’il pouvait détourner les Orcs sous le joug de la Légion Ardente, ils élimineraient au passage les Draeneï pour lui.
En premier lieu, Kil’jaeden essaya de conclure une affaire avec le haut chaman Ner’zhul, chef suprême des tribus Orcs. Ner’zhul fut trompé lors de la formation du pacte qui fournirait aux Orcs une puissance inimaginable en échange de leur fidélité à la Légion, et Kil’jaeden put commencer à corrompre les Orcs avec la magie démoniaque. Mais Ner’zhul n’honora pas le pacte, et se rebella contre Kil’jaeden. Le disciple de Ner’zhul, Gul’dan, chaman affamé de puissance, finit ce que son maître avait commencé et reforgea le pacte avec Kil’jaeden, condamnant ainsi les Orcs sur de nombreuses générations à la corruption démoniaque. Gul’dan, sous les instructions de Kil’jaeden, fonda le Conseil des Ombres et commença à traquer le chamanisme, s’attaquant ainsi à la racine-même qui maintenait les Orcs en paix, et ce pour embrasser la puissance de la corruption de la magie démoniaque. Bientôt la race entière des Orcs fut corrompue et asservie, excepté une tribu, le Clan des Loups-De-Givre, mené par Durotan, le père de Thrall. Les Orcs, comme Kil’jaeden l’avait prévu, attaquèrent ensuite les Draeneï qu’ils massacrèrent en grande partie. Ils tuèrent 80 % de la population draeneï en Draenor et finirent par détruire plusieurs temples comme Shattrath et Karabor (devenu le Temple Noir, Black Temple en version originale).
La Grande Guerre
Décidant d’évaluer ses nouvelles machines de guerre sur les citoyens arrogants d’Azeroth, Kil’jaeden libéra les Orcs sanguinaires sur les Hommes. Après deux guerres longues et coûteuses, l’Invasion orque échoua, laissant à Kil’jaeden une dure tâche. Ne voulant perdre le contrôle de ses animaux de compagnie sauvages, Kil’jaeden surprit Ner’zhul, de nouveau leader des Orcs, essayant d’échapper à la colère du démon en ouvrant des portes dimensionnelles vers de nouveaux mondes. Kil’jaeden le retrouva et le tortura en imposant un nouveau pacte, damnant finalement le chaman par sa soif initiale de pouvoir. Ner’zhul fut transformé en un puissant mort-vivant, le Roi Liche, que Kil’jaeden a prévu d’utiliser pour amorcer une Deuxième vraie Invasion de la Légion. En piégeant Ner’zhul dans un bloc glace, Kil’jaeden lui ordonna de créer une armée de morts-vivants, dont le but suprême serait de décimer les Hommes et les Orcs puis d’ouvrir de nouvelles portes par lesquelles la Légion Ardente pourrait passer. Cette nouvelle armée de mort et de destruction est connue comme étant le Fléau.
Ascension du Roi Liche
Ner’zhul a, en fin de compte réussi l’entrée de la Légion en Azeroth, mais ce fut en pure perte. Non seulement la Deuxième Invasion conduisit à un échec total (elle aboutit à la mort d’Archimonde, homologue de Kil’jaeden), mais en plus, ce dernier perdit sa poigne sur Ner’zhul (dont les pouvoirs avaient radicalement augmenté) en tant que Roi Liche. La perte du Fléau en faveur de sa marionnette ne fut pas de bon augure pour Kil’jaeden, qui jura que le travail de sa vie serait de venger sa double humiliation. Afin d’éliminer Ner’zhul, Kil’jaeden enrôla un chasseur de démons, Illidan Stormrage, un ancien elfe de la nuit, dépendant des énergies magiques et devenu démon en raison de son addiction. Kil’jaeden a initialement commandé à Illidan, aidé d’un groupe d’anciens Elfes de la nuit appelés Nagas, d’utiliser l’Œil de Sargeras (un artefact détenant un pouvoir inimaginable, seul reste de l’ancien maitre de Kil’jaeden), dans le but de détruire le trône du Roi Liche. Mais les plans d’Illidan furent par mégarde contrecarrés par la Gardienne elfe de la nuit, Maiev Shadowsong et le premier disciple elfe de Cenarius, Malfurion Stormrage, contraignant Illidan à fuir de crainte que la colère de Kil’jaeden ne s’abatte sur lui. En s’appuyant sur l’aide des Elfes de Sang en plus de celle des Nagas, Illidan quitta Azeroth et s’installa sur ce qui restait de la planète Draenor, une masse informe de roche flottante (par magie) connue sous le nom d’Outreterre. Mais Illidan ne put pas s’y cacher de son maitre : Kil’jaeden le retrouva facilement. Cependant il fut impressionné par le pouvoir potentiel des nouvelles « recrues » d’Illidan, et il décida donc de lui accorder une dernière chance de détruire le Trône de Glace. Illidan dut quitter Draenor pour accomplir sa mission. Une fois arrivé en Norfendre, empire du Roi Liche, il fut vaincu par Arthas, venu sauver son maître.
Dans World of Warcraft
Kil’jaeden réapparait dans World of Warcraft. Il est invoqué sur Azeroth par son allié (et pantin) Kael’thas au Puits de Soleil. Les elfes de sang d’Azeroth, s’apercevant de la corruption de leur Roi, s’allièrent aux Naarus par l’intermédiaire de Dame Liadrin. À travers l’Opération Soleil Brisé, Draeneï et Elfes de sang, accompagnés de l’alliance et la horde, parvinrent à tuer définitivement Kael’thas. Ils éradiquèrent la Légion du Plateau du Puits de Soleil, et parvinrent à renvoyer Kil’Jaeden dans le Néant Distordu au prix de la perte d’Anveena, l’avatar du Puits de Soleil.
Dans World of Warcraft: The Burning Crusade, on peut le défier dans l'instance de raid appelée Le Plateau du Puits de Soleil. Ce raid est prévu à l'origine pour 25 joueurs de niveau 70.
Divers
- Les capacités exactes de Kil’jaeden et les pouvoirs complets sont un sujet de débat, ainsi peu d’informations sont disponibles. À cause de cela, il y a une controverse actuelle sur lequel de Kil’Jaeden et d’Archimonde serait le plus fort. Tandis que la réponse n’a jamais été explicitement exposée dans les jeux, les faits semblent tourner en faveur de Kil’jaeden (car il a un rang plus élevé dans la Légion et des caractéristiques plus hautes dans Warcraft : The Roleplaying Game). En tout cas, de lui et de son comparse, il est le seul à être encore vivant.
- Kil’jaeden est à l’origine apparu comme un démon, révélé dans les jeux et les livres d’avant Warcraft III. Quand sa conception démoniaque a été renoncée pour la hiérarchie de Légion Ardente, il a été établi que Kil’jaeden serait un Érédar.

## Seigneurs des abîmes

### Magtheridon
Magtheridon est Pit Lord démoniste, l'un des plus puissants seigneurs des abîmes, à l'instar de Mannoroth. Il est l'un des chefs les plus importants de la Légion Ardente.
Il fut le dirigeant de l'Outreterre, sous les ordres de Kil'jaeden, jusqu'à ce qu'Illidan avec ses alliés nagas, elfes de sang arrivent en Outreterre. Le combat s'engagea entre Illidan et le démon, mais le Seigneur des Abysses ne fit pas le poids face au porteur des lames jumelles d'Azzinoth.
Après que tous ses généraux soient tués, Magtheridon est lui-même tué par Illidan Stormrage, le Prince Kael'thas, Akama et Dame Vashj. Illidan usurpa ensuite son trône et prit le contrôle de ce qui restait de ses forces.
(Actuellement, il est retenu prisonniers dans la citadelle des flammes infernalles en Outreterre et son sang sert à alimenter la corruption des orcs obéissants à Illidan.
Dans World of Warcraft: The Burning Crusade, on peut le défier dans l'instance de raid appelée Le Repaire de Magtheridon. Ce raid est prévu à l'origine pour 25 joueurs de niveau 70.
On peut aussi l'apercevoir sans pouvoir l'atteindre dans le donjon La Fournaise du Sang.)

### Mannoroth
Mannoroth « le Destructeur » est un Pit Lord démoniste, lieutenant de la Légion Ardente.
Mannoroth le destructeur est un seigneur des abîmes, issu des Annihilan, une race de démons violents et énormes dotés d'une puissance ahurissante. Il est le plus puissant d'entre eux.
Il est le responsable de la corruption des orcs, qui abandonnèrent leurs paisibles traditions chamaniques pour devenir la Horde, assemblée de créatures assoiffées de sang (regroupant à la base les orcs, trolls, ogres et Gobelins lors de la première guerre, puis les orcs, morts-vivants réprouvés, tauren, trolls et elfes de sang dans World of Warcraft).
Il fut tué par Grom Hellscream, chef du clan Warsong, qui se sacrifia pour tuer Mannoroth et qui mourut quelques instants après la bataille.
Avec la mort de Mannoroth, la malédiction des orcs cessa et ils purent retourner à leur héritage chamanique, mais ce fut un repos de courte durée car le fragile pacte avec l'Alliance fut rompu et les orcs durent se préparer à nouveau à la guerre. Cette Alliance fut toutefois restaurée après la mort de l'Amiral Proudmoore le Père de Jaina qui avait usurpée le contrôle de sa fille sur L'Alliance.
Dans World of Warcraft on peut voir son imposante lance flottant près d'une grotte de la région d'Orneval. Son armure est quant à elle exposée dans la capitale des orcs, Orgrimmar, comme trophée.

## Autres

### Sargeras
Sargeras, avant de devenir le Commandant de la Légion Ardente, était le Titan de Bronze, champion du Panthéon et un guerrier honorable. Les Titans commencèrent leur travail sur de nombreuses planètes, les préparant à accueillir des habitants. Des démons venus d'une autre dimension, le Néant Distordu, apparurent alors et commencèrent à défaire leur travail. Pour empêcher ces contretemps, le haut conseil des Titans élurent leur plus grand guerrier, Sargeras, pour éradiquer cette menace démoniaque. Sargeras combattit les démons pendant des siècles.
Après un temps, Sargeras rencontra en particulier une race de démons pernicieux. Il combattit une horde de seigneurs démoniaques vampiriques appelés les Nathrezims. Ces démons de l'effroi utilisaient leurs pouvoirs pour manifester la haine et la méfiance dans le cœur des gens. Sargeras les envoya, facilement, dans une autre dimension. Cette fois, la perversion sembla submerger le puissant seigneur Titan.
La rage et le doute engloutissant ses autres émotions, Sargeras devint fou et perdit la foi en l'Ordre des Titans. Abandonnant leurs rangs à jamais, il s'en alla trouver sa place dans l'univers. Le Panthéon pleura cette perte.
Alors que la folie consuma les derniers vestiges de l'esprit de Sargeras, il commença à voir l'Ordre lui-même comme une folie et pensa que le chaos et la destruction étaient la meilleure solution pour l'univers. Il blâma les Titans pour la création d'une chose imparfaite et après ce qui sembla être une éternité de réminiscences et de réflexion, il estima que tout le travail des Titans était obsolète. Sargeras libéra alors les démons emprisonnés, qui semblaient être des pions, insignifiants à côté de sa puissance. Sans la moindre hésitation, ils se prosternèrent devant lui et lui jurèrent leur service et une loyauté éternelle, sans craindre les souffrances, tourments et le travail entrevus. Ainsi, ces démons ne servaient plus un noble Titan de Bronze, mais une monstruosité cornue, enflammée, consumée par l'obscurité et guidée par la mort. Un Titan dont les cheveux et la barbe se consumaient dans les flammes, des cornes de fumées dépassaient de son front et son torse était un gouffre abritant furie et répugnance.
Parmi les rangs des Eredar, Sargeras sélectionna deux champions : Kil'jaeden, qui fut choisi pour recruter les races les plus ombrageuses de l'univers, et Archimonde, qui fut nommé chef des armées de Sargeras. Ce dernier contempla alors ses rangs infâmes de démons, et les appela la Légion Ardente. Cette force était impatiente de détruire tout ce qui représentait l'ordre dans l'univers.
Sargeras incinéra ou annexa un nombre incalculable de corps célestes, et tomba alors sur Azeroth. Sa première invasion fut un échec total car son entrée en ce monde fut empêchée par un groupe d'elfes de la nuit qui firent sauter son portail dimmensionnel alors qu'il s'apprêtait à le franchir.
L'échec n'était pas dans les intentions de Sargeras. Il vit cette résistance comme un défi, et trouva un moyen d'entrer dans ce Monde. Il arriva en Northrend, où la Gardienne Aegwynn le rencontra. Une bataille cataclysmique s'ensuivit, où Aegwynn domina Sargeras, mais elle ne remarqua pas que l'esprit de Sargeras s'était introduit dans son enfant à venir, Medivh, le Dernier Gardien.
Au même moment, Kil'jaeden trompa les Orcs sur Draenor et les corrompit avec sa magie démoniaque. Forcés de boire le sang de Mannoroth le destructeur, les Orcs se transformèrent en de redoutables machines de guerre avides de sang.
Quand Medivh naquit et atteint la maturité, Sargeras pervertit ses pensées et lui fit ouvrir un portail entre Draenor et Azeroth pour laisser passer les Orcs. Son but était d'atteindre la Tombe de Sargeras, dans laquelle Aegwynn avait, des années auparavant, enfermé le corps estropié de Sargeras.
Les Orcs jaillirent du Portail Noir et le chaos commença en Azeroth. L'apprenti de Medivh, Khadgar, réalisa néanmoins que Medivh était corrompu, et avec l'aide du Seigneur Anduin Lothar, il réussit à tuer le Gardien possédé. Avec la mort de Medivh, l'esprit de Sargeras fut de nouveau banni dans le Néant Distordu.
Ce qui arriva à Sargeras après la disparition de Medivh est encore inconnu. Certaines personnes savent que Gul'dan trouva une partie du corps de Sargeras dans sa tombe. Sargeras fut alors connu comme le Dieu Noir du Monde du Néant (Le Néant Distordu). Quand Sargeras fut défait, son œil lui fut pris. Illidan Stormrage et Gul'dan tentèrent de s'approprier cet œil à leur profit.
Le peu d'historiens connaissant l'histoire dans sa totalité pensent que son esprit erre dans le Néant Distordu cherchant à reprendre possession d'un corps et de la totalité de ses pouvoirs.

### Mal'Ganis
Mal’Ganis est un Seigneur de l’Effroi qui planifia le Fléau de Lordearon. On entendit parler de ce personnage pour la première fois, lorsque Arthas Menethil rencontre le nécromancien Kel’thuzad. Ce dernier proposa au prince « de se rendre à Stratholme pour y avoir une confirmation ».
Une fois rendu à Stratholme, le paladin put voir Mal’Ganis transformer le peuple en morts-vivants. Il avait l’intention de les rassembler pour former une armée gigantesque, que même Arthas ne pourrait arrêter. Le prince préféra tuer lui-même son peuple plutôt que de le voir devenir esclave dans la mort. Arthas mit à mal les desseins du Seigneur de l’Effroi. Mal’Ganis choisit la fuite vers Northrend et le défia d’y amener son armée.
Plusieurs mois plus tard, Arthas et l’armée de l’Alliance étaient enfoncés dans les terres du « Toit du monde ». Mal’Ganis encercla la base du jeune prince avec une immense horde de morts-vivants. Malgré les attaques incessantes du Fléau, l’Alliance réussit à défendre son bastion. Le paladin s’empara de Frostmourne et écrasa l’armée mort-vivante.
Enfin face à face, Mal’Ganis le félicita d’avoir récupéré l’épée runique « au prix du sacrifice de ses camarades ». Ces éloges n’atteignirent point Arthas, il n’entendait plus que la voix du Seigneur Noir (Le Roi Liche). Celui-ci lui dit d’assouvir sa vengeance. Mal’Ganis comprit tardivement que l’heure de sa mort avait sonné.
Lors de la rencontre entre Arthas (désormais Chevalier de la Mort) et Tichondrius, on aurait pu se rendre compte que Mal’Ganis n’était qu’une vulgaire marionnette.
(On peut le retrouver dans l'extension "Wrath of the Lich King" dans l'instance "L'épuration de Stratholme". Il apparait également à la fin d'une série de quêtes, accompagné d'une incroyable révélation...)

### Anub'arak
Ancien Roi du royaume souterrain d'Azjol-Nerub en Norfendre, Anub'arak fut l'un des premiers à passer sous les ordres du Roi Liche, lorsque celui-ci commença à corrompre leur royaume, et fut considéré comme un traître parmi les nérubiens. Plus tard, une fois promu Seigneur des Cryptes, il alla à la rencontre d'Arthas Menethil qui venait au secours du Roi Liche, gravement menacé par les armées d'Illidan Hurlorage.
Combattant les Elfes de sang et les Nagas aux côtés du prince déchu, Anub'arak l'escorta à travers l'ancien royaume souterrain, malgré la présence d'une colonie de nains, de créatures hideuses et de pièges élaborés par les nérubiens. Il l'aida ainsi à rejoindre à temps le glacier d'Icecrown où se situe le Trône de Glace, et l'aida dans l'ultime combat face aux forces d'Illidan, permettant ainsi à Arthas de prendre le contrôle des obélisques et accéder au trône de glace, où il libéra le Roi Liche.

### Varimathras
Varimathras est un Seigneur de l’Effroi et un lieutenant d’Archimonde.
La Fronde des Nathrezims
Ignorant la défaite de son maître sur le Mont Hyjal, il continue de surveiller Lordaeron en l’absence du Roi Arthas Menethil, avec ses frères Detheroc et Balnazzar. Lorsque le Roi Arthas revint et les prévint que la Légion Ardente avait été vaincue, les trois frères s’enfuirent.
Quelques jours plus tard, ils convièrent Sylvanas Windrunner à une réunion secrète visant à comploter contre Arthas, sans pour autant lui faire confiance, malgré les motivations personnelles de l’ancienne ranger elfe pour supprimer son bourreau. Et, alors qu’Arthas perdait peu à peu ses pouvoirs à la suite de la fracture du trône de glace provoquée par Illidan Stormrage, les seigneurs de l’effroi en profitèrent pour organiser une fronde à Lordaeron et s’approprier une armée de morts-vivants qui avaient échappé au contrôle du Roi Liche. Néanmoins, Arthas finit par s’échapper de la capitale, malgré une dernière tentative avortée de Sylvanas.
La trahison
Peu après, Varimathras satisfait de la fuite d’Arthas et du rôle joué par Sylvanas, proposa à cette dernière de rejoindre les Seigneurs de l’effroi, dans le but de reprendre le contrôle de Lordaeron. Mais il se heurta au refus de la ranger, qui ne désirait pas abandonner sa liberté pour des manigances politiques, provoquant la colère de Varimathras. Face à une armée affaiblie composée de Goules et de Banshees, Varimathras pensait avoir une victoire facile, mais Sylavanas avait rallié Ogres, Bandits, Gnolls et Murlocs (et éventuellement des Trolls des Forêts), à sa cause et le vainquit.
Plutôt que de mourir, Varimathras montra une grande lâcheté face à Sylvanas et préféra se rallier à elle, trahissant par la même occasion ses frères Nathrezims. Il indiqua l’emplacement de la base de Detheroc, qui avait corrompu les hommes du Maréchal Garithos ainsi que le Maréchal lui-même. Profitant de l’assoupissement des forces ennemies, Sylvanas et Varimathras entrèrent discrètement dans la forteresse lourdement défendue et en prirent le contrôle, tuant Detheroc et libérant Garithos de l’enchantement.
Garithos espérant naïvement récupérer ses terres, il rejoignit la cause des renégats et les aida dans le siège de Lordaeron où était posté Balnazzar. Varimathras et Sylvanas attaquaient de front les forces de Balnazzar, tandis que Garithos s’infiltrait dans la cité par derrière. La tactique agressive fut payante : la cité tomba dans les mains des assiégeants, Sylvanas détruisit le Portail des Démons qu’entretenait Balnazzar, et obligea Varimathras à tuer son ancien compagnon et frère pour prouver sa loyauté. Peu après, Varimathras tua aussi Garithos sur ordre de Sylvanas, mais cette fois avec plaisir.
Sylvanas, Varimathras et leurs troupes prirent ensuite le nom des Réprouvés, et s’établirent à Lordaeron en l’absence d’Arthas, parti à Northrend. Ils fondèrent Fossoyeuse.
Par la suite, sur ordre de Sylvanas, Varimathras rallia les Apothicaires et commença à travailler avec eux sur la création d’une peste de nouvelle génération qui permettrait de tuer non seulement les vivants, mais également les morts-vivants.
Peu avant que le Roi-Liche lance ses attaques sur les capitales de l’Alliance et de la Horde qui fit déployer les armées des 2 factions, le Grand Apothicaire Putrescin fut envoyé à Shattrath pour annoncer aux héros, alors en Outreterre pour sécuriser la région après la mort d’Illidan, que la nouvelle Peste était prête et que bientôt, le Fléau pourra y goûter. Varimathras, quant à lui, commença à réfléchir sur un complot possible.
Des mois après, grâce à l’effort de nombreux héros, la Horde et l’Alliance purent lancer leur assaut conjoint contre Angrathar, le Portail du Courroux. Une porte qui permettait d’accéder à la Citadelle de la couronne de Glace. Au moment où le Roi-Liche arrivait, l’Apothicaire Putrescin apparut sur une falaise, accompagné de lanceur de tonneau de peste, et dévoila le complot de Varimathras et bombarda l’armée de la Horde et de l’Alliance ainsi que le Roi-Liche. Peu de soldats survécurent, Bolvar Fordragon fut capturé, le Roi-Liche repartit blessé. Les Dragons Rouges arrivèrent trop tard et brûlèrent les cadavres pour empêcher le fléau de les réanimer et brûlèrent les machines de guerre des Apothicaires.
Pendant ce temps, à Fossoyeuse, Varimathras prit le contrôle de la ville mais le perdit peu de temps après grâce à l’attaque de Thrall, de Sylvanas et de courageux héros. Pendant le combat, on entend une voix sombre. Personne ne sait qui cela peut être...mais de nombreux doutes pensent que c'est la voix du Titan Noir : Sargeras.

### Rexxar
Rexxar est un fils de la race des Mok’Nathal (dont le sang est mêlé d’orc et d’ogre). Il quitte son village natal en Outreterre, malgré le désaccord de son père, pour partir combattre sur Azeroth aux côtés de la Horde. Après la défaite de celle-ci, il s’isole et vit en reclus. Quelques années plus tard, il rencontre Thrall sur Kalimdor grâce à Mogrim, un grunt Orc agonisant et suppliant le héros ogre à porter un message au chef Orc, et aide la Horde de Thrall à s’implanter sur Kalimdor. Il aide également Cairne Bloodhoof, chef des Taurens à retrouver son fils qui a été enlevé par les centaures et lui évite donc une fin horrible.
Il devient aussi le chef du clan des ogres Stonemaul en battant leur chef sanguinaire en combat singulier. Il est nommé Champion de la Horde peu avant de repousser les Humains qui envahissent le nouveau royaume de la Horde. De plus, il est accompagné par un ours nommé Misha. Il est le dernier survivant de son espèce, les Mok’Nathal.
La voix de ce personnage est assurée dans la version française par Antoine Tomé.
Apparition dans les jeux vidéo
Dans Warcraft III: The Frozen Throne, Rexxar n’apparaît que lors de la campagne bonus en tant que personnage principal.
Dans le MMORPG World of Warcraft, il se baladait sur les routes de Désolace jusqu’à ce qu’il soit déplacé en Outreterre lors de la sortie de World of Warcraft: The Burning Crusade. Il est désormais au Bastion des Sire-Tonnerre dans les Tranchantes.

### Tichondrius
Tichondrius est un démon Nathrezim qui apparaît au cours de l’histoire de Warcraft III: Reign of Chaos. C’est un Seigneur de l’effroi, tout comme Varimathras et Mal’Ganis. Il est envoyé par Archimonde pour diriger la Légion Ardente.
Il donne des ordres à Arthas Menethil, ex-Paladin et Chevalier de la Mort, pour que ce dernier ressuscite Kel’Thuzad et invoque la Légion Ardente. Ceci fait, Tichondrius prend le contrôle du Fléau des mains d’Arthas et de Ner’zhul. Ces derniers le trahiront plus tard en le faisant assassiner par Illidan Stormrage.
La renaissance du Culte
Tichondrius désigne Arthas pour réunir les derniers acolytes du Culte des Damnés déguisés en simples paysans. Au début Arthas le prit pour Mal'ganis, mais il accepte la mission et réunit tous les acolytes. Tichondrius lui expliqua sa prochaine mission : récupérer les restes du nécromancien Kel'Thuzad à Andorahl.
L'Urne
Après qu'Arthas eut rapporté les restes du nécromancien Kel'Thuzad, Tichondrius ignore que le fantôme du nécromancien parle à Arthas. Il le prévient que les restes ne survivront pas au voyage jusqu'à Quel'Thalas et lui révèle l'existence d'une Urne cachée dans le Bastion des Paladins.
L'Arrivée des Orcs à Kalimdor
Alors que la Légion Ardente envahit Lordaeron avec les troupes du Fléau, Tichondrius informe Mannoroth et Archimonde que les Orcs ont abordé Kalimdor.
Corruption du Clan Warsong et la Mort de Cenarius
Mannoroth et Tichondrius se rendent dans la forêt de Cenarius. Ils prévoient de le tuer pour affaiblir les Elfes de la Nuit et permettre à la Légion de gagner du Terrain. Mannoroth est hésitant car Cenarius est très fort, mais lorsque Tichondrius ajoute que les Orcs ont commencé à attiser la colère de Cenarius en dévastant sa forêt, Mannoroth utilise son sang pour corrompre une fontaine de santé afin d’attirer les Orcs pour les corrompre à nouveau et leur donner le pouvoir de tuer Cenarius, et c'est ce que Grom Hellscream et le Clan Warsong feront. Mais ce faisant, ils redeviendront esclaves de la Légion et le peuple des Orcs sera maudit à nouveau pendant un temps jusqu'à la mort de Mannoroth tué par Grom Hellscream (purifié les guérisseurs de Thrall et de Jaina Proudmoore).
Combat Final et Mort
Tichondrius utilisera le Crâne de Gul'dan pour être plus puissant et faire venir davantage de troupes à travers des Portails Démoniaques. Mais après avoir détruit le Crâne de Gul'dan pour en absorbé les pouvoirs, Illidan Stormrage détruira les Portails et tuera Tichondrius, détruisant le plus puissant de tous les Nathrezims.

### Azshara
Reine des elfes de la nuit lors du temps de la guerre des anciens, elle était reconnue pour sa beauté incontestée, et sa perfection en tout point. Elle possédait également une formidable puissance magique.
Elle conduit son peuple à sa perte en demandant l’invocation de Sargeras. À la fin de la guerre, elle conduit ses serviteurs et elle au tréfonds des eaux du Puits de l’éternité à bord du palais Royal. Ils deviendront plus tard des Nagas.
Région de Kalimdor
Azshara est également le nom d’une région située à l’est du continent Kalimdor, elle se trouve au nord de Durotar et d'Orgrimmar. On y est accède en passant par cette dernière. Elle est sous le contrôle des gobelins et de Gallywix. Ils tentent de détruire les nagas qui envahissent cette région.

### Dame Vashj
Dame Vashj (en anglais : Lady Vashj) est née il y a plus de dix mille ans dans la cité de Zin-Azshari, capitale des Elfes de la nuits. Vashj était une Bien-né (Quel’dorei) et s’éleva dans sa société pour devenir une des favorites de la reine Azshara. Vashj était une fanatique de la reine et devient furieuse lors de la nomination de Tyrande Whisperwind au poste de gestionnaire. Vashj tenta de tuer Tyrande à plusieurs occasions, mais fut stoppée à chaque fois par l’intervention d’Elune. Vashj fut la seconde elfe à devenir une Naga, après Azshara elle-même.
Vashj se repose plus sur ses capacités de combats que sur sa magie, ce qui n’empêche pas qu’elle soit une sorcière très puissante. Elle n’a pas d’égal à l’aide de son arc magique (Sylvanas Windrunner et Shandris Feathermoon sont les seules archères qui peuvent la battre à l’arc). Elle préfère les pouvoirs élémentaires du vent et de l’air lorsqu’il s’agit de lancer des sorts offensifs. Une cour de gardes du corps Nagas l’accompagne toujours.

#### Histoire récente
Lorsque la reine Azshara décida enfin de rendre publique l’existence des Nagas, elle envoya Lady Vashj établir un contact avec les habitants de la surface. Lady Vashj rencontra le démon Illidan Stormrage et ils passèrent un pacte pour s’entraider contre leurs ennemis elfes de la nuits.
Vashj et ses suivants furent prompts à le rejoindre, et leur premier acte de loyauté fut de faciliter l’évasion d’Illidan de Kalimdor et de le ramener aux îles-brisées et à la tombe de Sargeras.
Mais la naga savait que Maiev Shadowsong, la Gardienne, serait prompte à les suivre, alors Vashj rassembla ses forces et combattit les forces de l’elfe de la nuit alors qu’ils se dirigeaient vers la tombe, dans laquelle Illidan et Vashj s’échappèrent dans d’anciens corridors.
Lorsque Maiev rencontra Vashj, la sorcière des mers annonça à Maiev que sa justice n’avait pas place ici, et alors la gardienne lui demanda comment elle pouvait être au courant de tant de choses sur les elfes de la nuit. Vashj lui raconta alors les origines des Nagas. À ce moment, elle s’enfuit pour rejoindre Illidan dans la chambre de l’œil.
Vashj et Illidan utilisèrent l’œil de Sargeras pour faire effondrer la tombe et ils s’échappèrent. Vashj emmena alors la majorité des naga vers Lordaeron pour préparer la prochaine phase de leur plan, pendant qu’Illidan et quelques serviteurs restèrent en arrière pour se charger de Maiev.
À Dalaran, Vashj fut bientôt rejoint par Illidan qui lui apprit que Maiev avait reçu des renforts de Kalimdor et qu’ils devaient se hâter. Vashj se mit alors au travail avec ses invocateurs Nagas pour séparer le Northrend grâce à l’œil. Ils auraient pu y arriver mais les Chimères de Malfurion et les dragons féeriques intervinrent.
Apparition dans Warcraft III: The Frozen Throne
Vashj apparaît comme un méchant dans les missions de la campagne solo Terror of the Tides, un personnage jouable dans Curse of the Blood Elves, et comme un adversaire dans Legacy of the Damned.
Apparition dans World of Warcraft: The Burning Crusade
Vashj est le dernier boss de la Caverne du sanctuaire des Serpents, une instance de raid du Réservoir de Glisseroc ayant été conçue pour être fait par 25 joueurs de niveau 70. On peut également apprendre que les projets de cette dernière au Réservoir de Glisseroc est de pomper la majeure partie de l'eau de l'Outreterre, devenue rare, afin d'assécher ses habitants et les rendre dociles au recrutement d'Illidan pour accroître ses troupes.